# Neuseeländische Rugby-Union-Nationalmannschaft
Die neuseeländische Rugby-Union-Nationalmannschaft ist die Nationalmannschaft Neuseelands in der Sportart Rugby Union und repräsentiert das Land bei allen Länderspielen (Test Matches) der Männer. Die Mannschaft ist besser bekannt unter ihrem englischen Spitznamen All Blacks, der auf die vollständig schwarze Kleidung der Spieler zurückzuführen ist. Rugby Union ist Neuseelands Nationalsport und die All Blacks gelten als beste Mannschaft der Welt, da sie gegen jeden bisherigen Gegner eine positive Bilanz aufweisen und die Weltrangliste in der Regel anführen.
Die Mannschaft gilt regelmäßig als Favorit auf den Gewinn der alle vier Jahre stattfindenden Weltmeisterschaft. Bisher konnte sie den Titel dreimal (1987, 2011 und 2015) gewinnen und ist damit nach Südafrika die zweiterfolgreichste Turniermannschaft. Darüber hinaus treten die All Blacks jedes Jahr bei der Rugby Championship gegen Argentinien, Australien sowie Südafrika an und sind Rekordgewinner dieses Turniers.
Bei der Integration der Maori in die britisch geprägte neuseeländische Gesellschaft spielte Rugby Union eine wichtige Rolle, da der Sport den physischen Fähigkeiten des indigenen Volks Neuseelands entgegenkam und diese rasch als gleichwertige Mitspieler akzeptiert wurden. Vor jedem ihrer Spiele tanzen die All Blacks traditionellerweise einen Haka (Ritualtanz der Maori), um die gegnerische Mannschaft einzuschüchtern und sich selbst zu motivieren.
Seit jeher gehört die in fast ausschließlich schwarzen Trikots auftretende Mannschaft zu den besten der Welt und der Zentralverband des Landes, New Zealand Rugby (NZR) zählt neben zehn anderen zur ersten Stärkeklasse (first tier) des Weltverbandes World Rugby. Die Nationalmannschaft ist aktuell (Oktober 2024) auf dem dritten Platz der World-Rugby-Weltrangliste. 2005, 2006, 2008, 2010, 2011, 2012, 2013, 2014, 2015 und 2016 zeichnete World Rugby sie als „Mannschaft des Jahres“ aus. 20 ehemalige Spieler wurden in die World Rugby Hall of Fame aufgenommen.

## Organisation

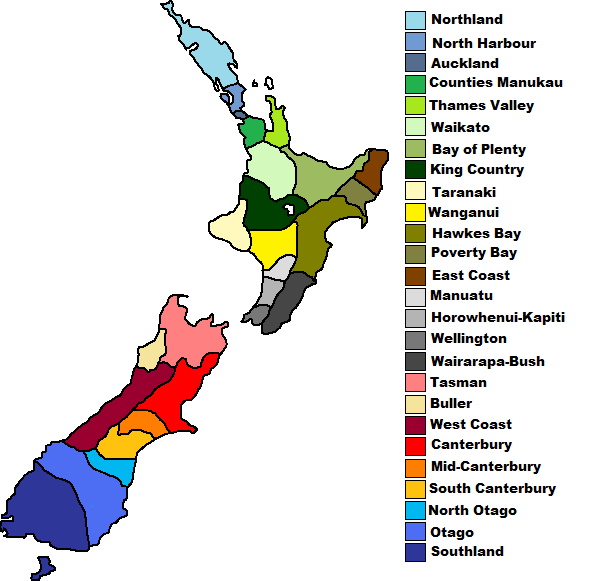
Karte der Neuseeländischen Regionalverbände und deren Mannschaften

Verantwortlich für den Spielbetrieb auf sämtlichen Stufen ist New Zealand Rugby (NZR, bis 2013 New Zealand Rugby Football Union bzw. NZRFU). Die NZRFU wurde am 16. April 1892 gegründet und gehört seit 1949 dem Weltverband World Rugby, bis 2014 International Rugby Board, an. Der neuseeländische Verband war außerdem im Jahr 2000 Gründungsmitglied des Kontinentalverbandes Federation of Oceania Rugby Unions (FORU; heute Oceania Rugby).
Neben der eigentlichen Nationalmannschaft stellt NZR weitere Auswahlmannschaften auf. Die talentiertesten Jugendlichen, die noch schulpflichtig sind, bilden die Mannschaft NZ Schools. Die weitere Stufe auf dem Weg zum Kader der All Blacks ist die U-20-Juniorennationalmannschaft, die an der entsprechenden Rugby Championship sowie den Weltmeisterschaften teilnimmt. Neben dieser gemäß dem Alter zusammengesetzten Mannschaft gibt es solche, die nach besonderen Kriterien aufgestellt werden. Die Junior All Blacks sind trotz ihres Namens keine Juniorennationalmannschaft, sondern die altersunabhängige Reservemannschaft der All Blacks. Sind ausländische Mannschaften in Neuseeland zu Gast, treten diese in der Regel auch gegen die Māori All Blacks an. Um dieser Mannschaft anzugehören, muss ein Spieler zu mindestens 1/16 maorischer Abstammung sein. Die Mannschaft Heartland XV ist aus Amateurspielern zusammengesetzt. Hinzu kommen die All Blacks Sevens, die Nationalmannschaft für Siebener-Rugby.
Auf nationaler Ebene spielen Vereine nur eine lokale oder regionale Rolle. Von weitaus größerer Bedeutung sind die 26 Regionalverbände (17 auf der Nordinsel und 9 auf der Südinsel), die je eine Auswahlmannschaft in der Profiliga Mitre 10 Cup oder in der halbprofessionellen Heartland Championship stellen. Der nationalen Meisterschaft übergeordnet ist die zusammen mit Mannschaften aus Australien, einer in Fidschi und einer im Stillen Ozean (faktisch die Cookinseln, Fidschi, Samoa und Tonga) ausgetragene internationale Meisterschaft Super Rugby. Da sich die Spielzeiten nur wenig überschneiden, kommen zahlreiche Spieler in beiden Ligen zum Einsatz.
Die Statuten der NZRU schreiben zwingend vor, dass Spieler bei neuseeländischen Mannschaften im ITM Cup und/oder in Super Rugby unter Vertrag stehen müssen, wenn sie dem Kader der All Blacks angehören wollen. Ist ein Spieler im Ausland engagiert, ist er automatisch nicht für die Nationalmannschaft spielberechtigt. Diese Regelung, die andere bedeutende Rugbynationen nicht kennen, hat zur Folge, dass die besten Spieler zunächst einige Jahre in Neuseeland bleiben und dann ihren Rücktritt aus der Nationalmannschaft erklären, um bei den meist finanzkräftigeren Vereinen der englischen Aviva Premiership und der französischen Top 14 zu spielen.

## Geschichte

### Einführung von Rugby in Neuseeland

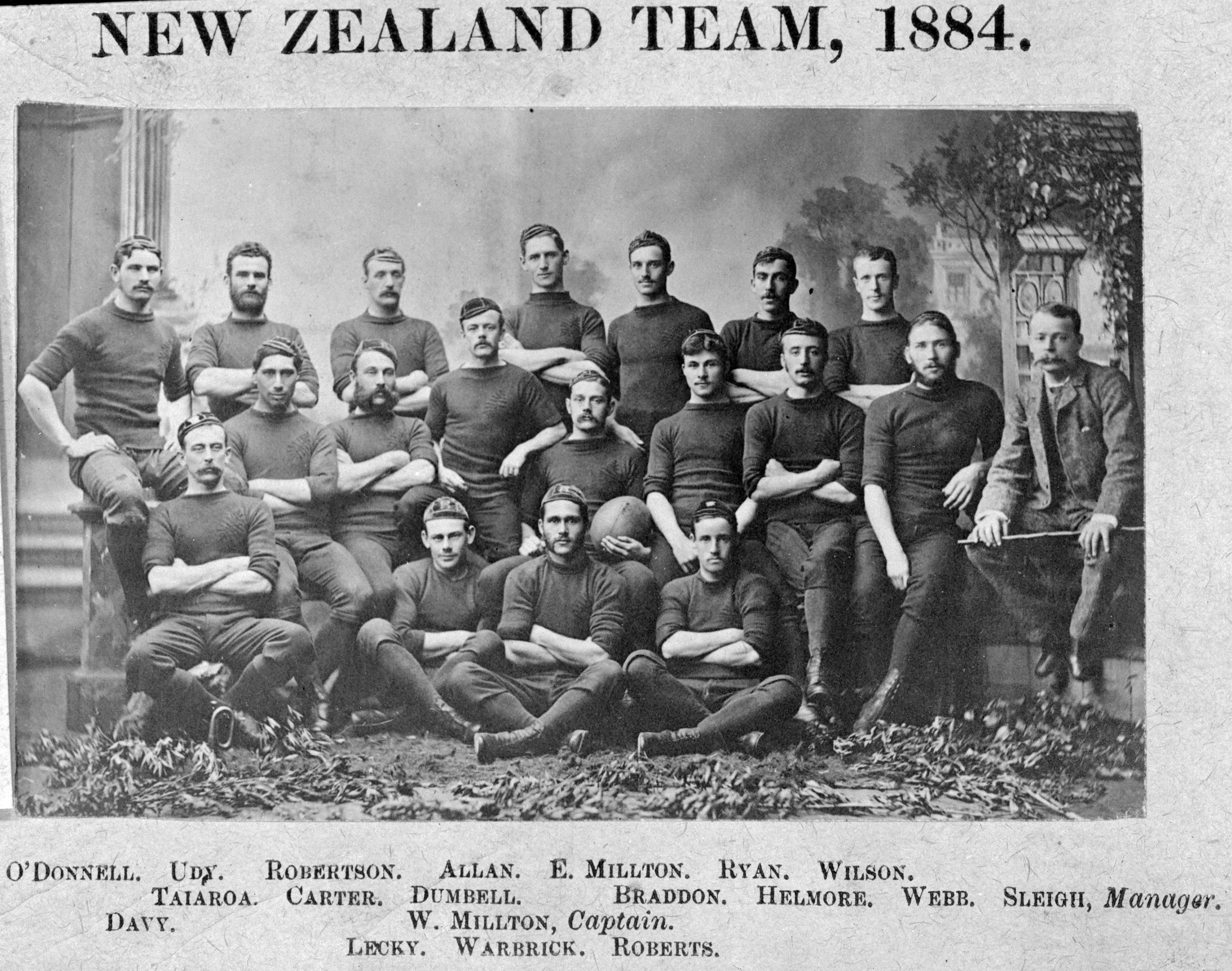
Die neuseeländische Auswahl des Jahres 1884

Eingeführt wurde Rugby in Neuseeland im Jahr 1870 durch Charles Monro. Der Sohn des damaligen Speakers des neuseeländischen Repräsentantenhauses hatte das Spiel kennengelernt, als er Schüler des Christ's College Finchley in London gewesen war. Das erste schriftlich belegte Spiel in Neuseeland fand am 14. Mai 1870 in Nelson statt. 1879 folgte die Gründung des ersten Verbandes, der Canterbury Rugby Football Union. 1882 wurden die ersten internationalen Spiele ausgetragen, als die Auswahlmannschaft der Southern Rugby Union (die spätere New South Wales Rugby Union) eine Tour durch Neuseeland unternahm. Die Australier trafen nicht auf eine nationale Auswahl, sondern gegen verschiedene Provinzauswahlteams; sie gewannen vier Spiele und verloren dreimal. Zwei Jahre später reiste die erste neuseeländische Auswahlmannschaft ins Ausland. Sie spielte gegen verschiedene Teams aus New South Wales und gewann alle Spiele. Ein privat organisiertes britisches Team, die späteren British and Irish Lions, reiste 1888 durch Neuseeland. Es gab weiterhin keine eigentlichen Test Matches, sondern Spiele gegen Auswahlmannschaften der Provinzen.

### Die ersten internationalen Spiele

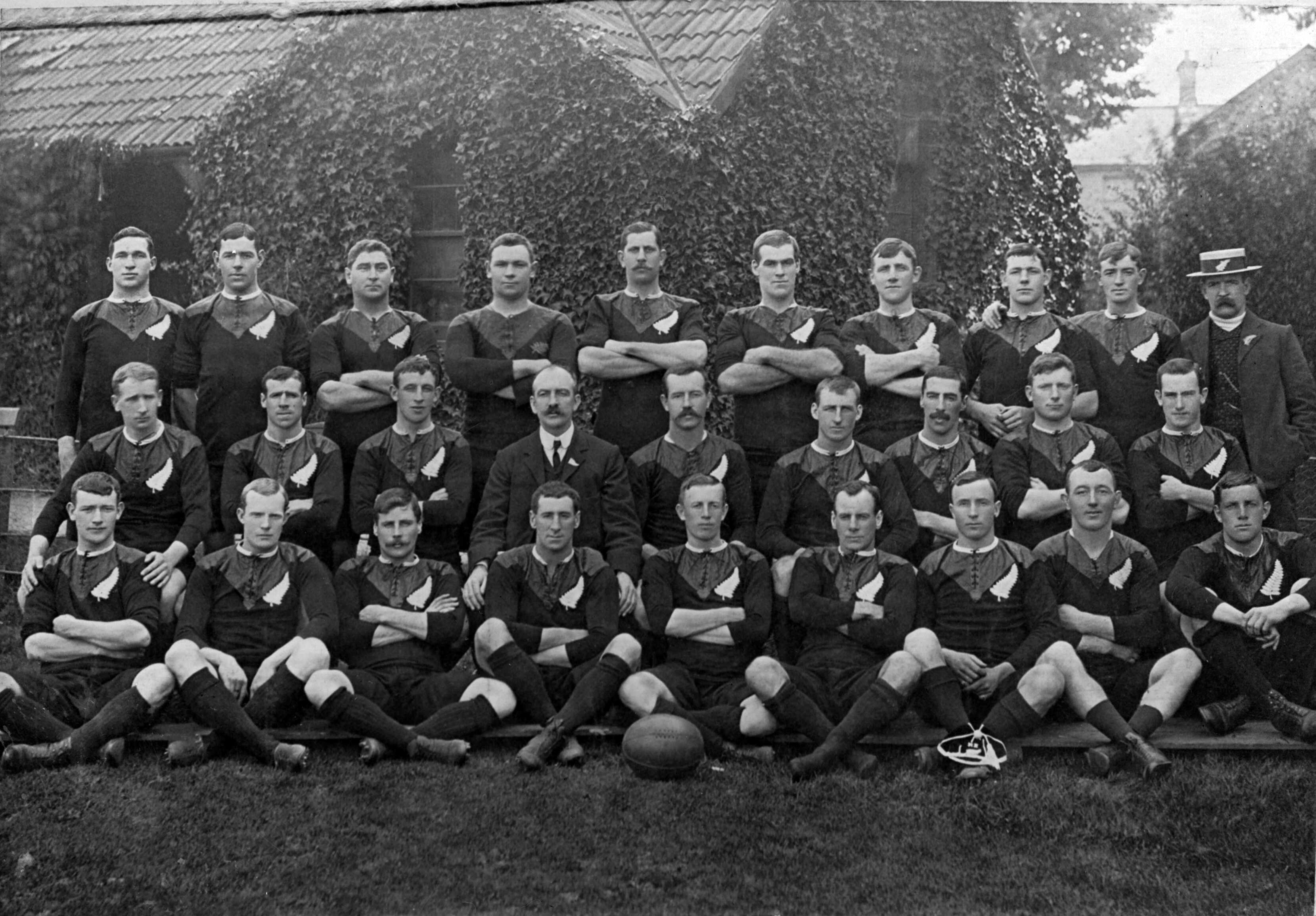
Die Original All Blacks von 1905

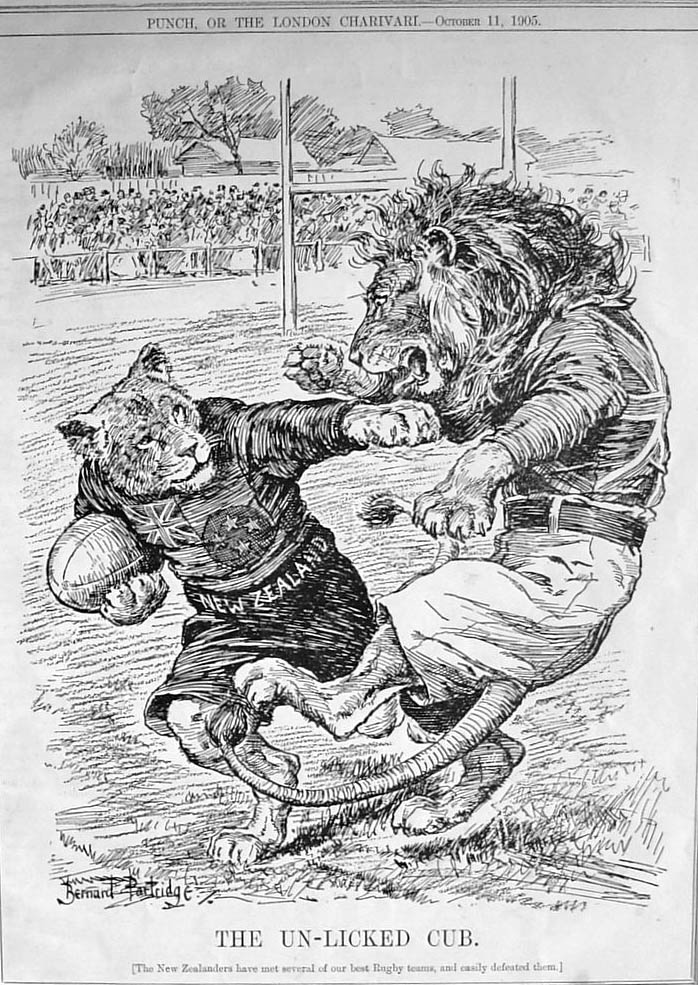
Das neuseeländische Kätzchen setzt sich gegen den englischen Löwen durch (Karikatur in Punch)

1888 und 1889 waren die New Zealand Natives, eine von Privatleuten gesponserte, inoffizielle und fast ausschließlich aus Maori zusammengesetzte Mannschaft, die erste Auswahl aus einer britischen Kolonie, die in Großbritannien Spiele austrug. 1892 erfolgte die Gründung der New Zealand Rugby Football Union (NZRFU). Der Verband repräsentierte zunächst sieben Provinzen. Die Provinzverbände von Canterbury, Otago und Southland traten erst einige Jahre später bei, um gegen die Regelung zu protestieren, dass sämtliche Mitglieder des NZRFU-Exekutivkomitees in Wellington Wohnsitz nehmen mussten (diese Regelung wurde erst 1986 abgeschafft). Die erste offizielle, von der NZRFU sanktionierte neuseeländische Mannschaft reiste im Juli 1893 durch New South Wales und Queensland. Das erste Test Match (Länderspiel) im heutigen Sinne fand am 15. August 1903 vor über 30.000 Zuschauern im Sydney Cricket Ground statt und endete mit einem 22:3-Sieg der Neuseeländer über Australien.
1905 reiste erstmals eine offizielle neuseeländische Auswahl durch Großbritannien, Irland, Frankreich und Kalifornien. Während dieser Tour entstand der Begriff All Blacks (dt. etwa „die ganz in Schwarz Gekleideten“), weshalb man diese Mannschaft auch als Original All Blacks bezeichnet. Sie trugen 35 Spiele aus, darunter fünf Länderspiele. Die einzige Niederlage mussten die Neuseeländer in Cardiff gegen die walisische Nationalmannschaft hinnehmen, ansonsten feierten sie ausnahmslos Siege. Mit dieser Tour begründeten die Neuseeländer ihren Ruf, eine der besten Rugby-Mannschaften der Welt zu sein. 1908 stattete eine aus Engländern und Walisern zusammengesetzte britische Auswahl Neuseeland einen Besuch ab; sie verlor zwei Spiele gegen die All Blacks und erreichte ein Unentschieden. Mit Ausnahme einer zweimonatigen Tour 1913 durch den Westen der USA und British Columbia spielten die All Blacks bis nach dem Ersten Weltkrieg ausschließlich gegen Australien und diverse Provinzmannschaften. In den Jahren 1915 bis 1919 war der internationale Spielbetrieb eingestellt.

### Zwischenkriegszeit

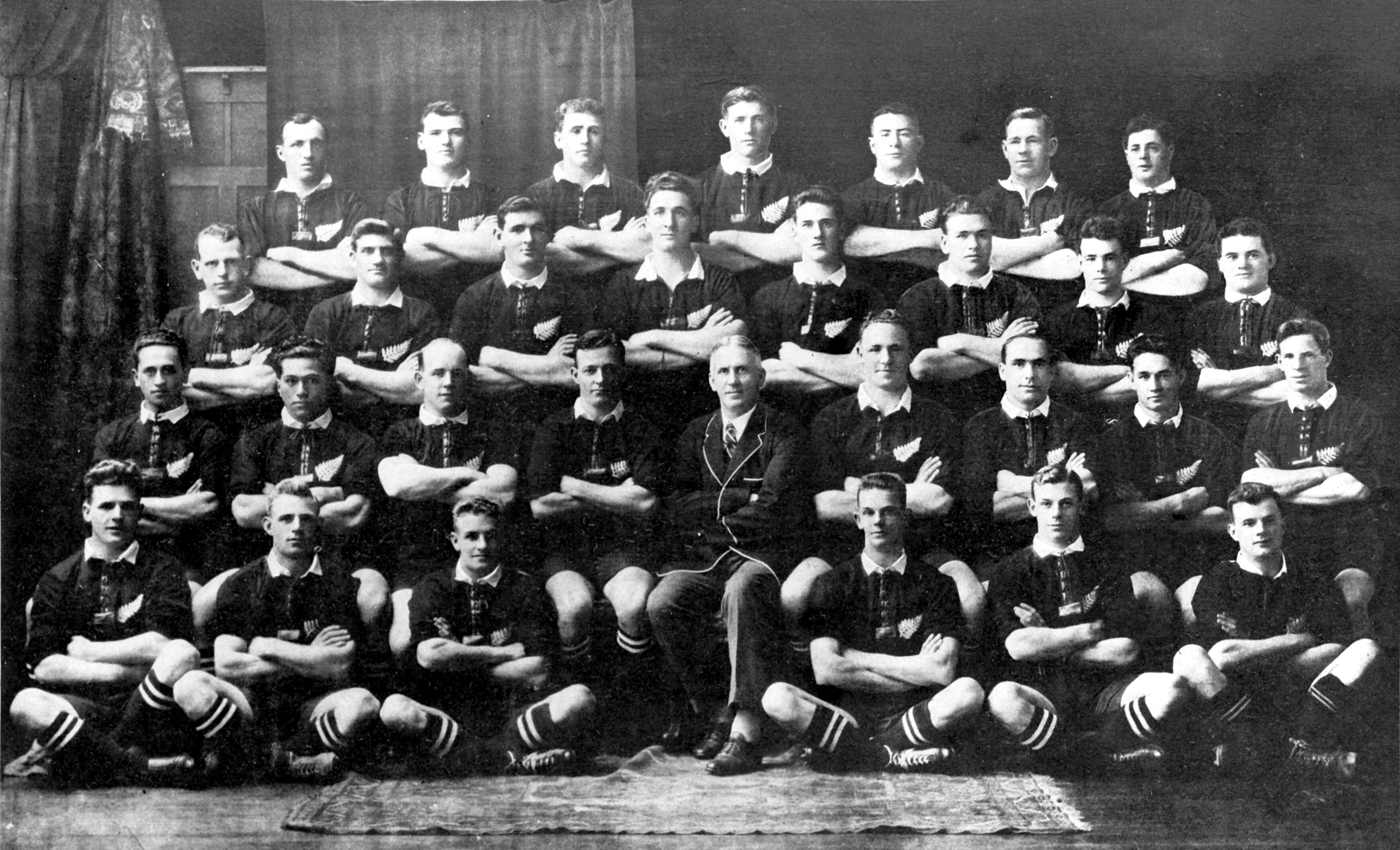
The Invincibles: die All Blacks, die 1924/25 während ihrer Europatour unbesiegt blieben

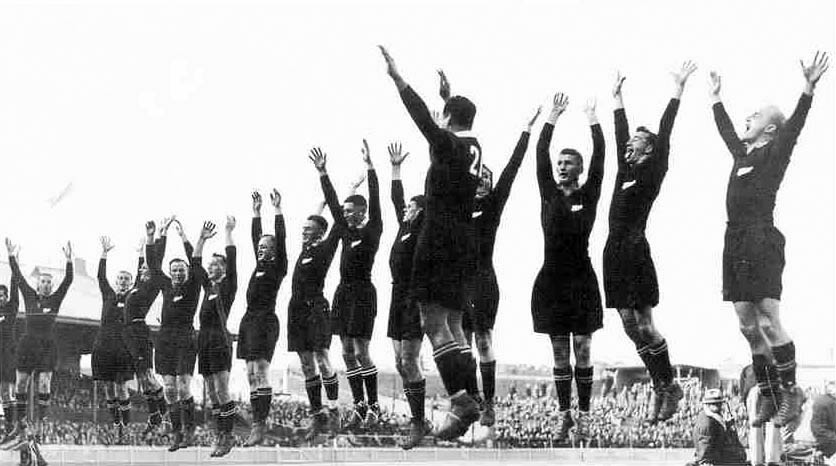
Die All Blacks präsentieren den Haka in Australien (1932)

Nach Kriegsende spielte eine Auswahl der neuseeländischen Armee in England an einem internationalen Turnier um den King’s Cup. Das Team gewann den Pokal und bildete in den folgenden Jahren die Kerngruppe der All Blacks. Die bis heute andauernde Rivalität mit Südafrika nahm mit der Australasientour 1921 ihren Anfang, als die Springboks (wie die südafrikanische Mannschaft üblicherweise genannt wird) erstmals nach Neuseeland kamen. Die aus drei Begegnungen bestehende Länderspielserie (engl. test series) endete ausgeglichen mit je einem Sieg, einem Unentschieden und einer Niederlage. Der Gegenbesuch der All Blacks folgte 1928, auch diese Serie endete ausgeglichen.
Nach einer Unterbrechung von fast zwanzig Jahren organisierte die NZRFU im Jahr 1924 wieder eine Tour nach Europa, die neben 28 Spielen gegen Vereine und Provinzmannschaften auch vier Länderspiele umfasste. Die Mannschaft erhielt den Spitznamen The Invincibles („die Unbesiegbaren“), weil sie kein einziges Spiel verlor. Allerdings wurde ihr die Chance verwehrt, den ersten Grand Slam (Siege gegen alle britischen Mannschaften in derselben Saison) zu erzielen: Schottland weigerte sich zu spielen, da die Tour durch die englische Rugby Football Union organisiert worden war. Die erste wirklich repräsentative britische Mannschaft, bestehend aus Spielern aus allen vier Landesteilen (heute unter der Bezeichnung British and Irish Lions bekannt), unternahm 1930 eine Tour nach Neuseeland. Obwohl die Lions das erste Länderspiel gewannen, siegten die All Blacks nach einer Umstellung der Mannschaft in den drei weiteren Spielen und konnten die Serie mit 3:1 für sich entscheiden. Die nächste Europatour der All Blacks folgte 1935/36. Von 30 ausgetragenen Spielen verloren sie nur drei, darunter zwei Länderspiele. Erstmals gelang dem Rugby-Mutterland England ein Sieg gegen Neuseeland, dank zwei erfolgreichen Versuchen des emigrierten russischen Fürsten Alexander Obolenski.
Als die Südafrikaner 1937 zu Besuch in Neuseeland waren, gewannen sie die Länderspielserie mit 2:1. Die All Blacks siegten zwar im ersten Test Match, verloren aber die zwei darauf folgenden. In der Folge wurde die 1937er-Mannschaft Südafrikas oft als die beste bezeichnet, die jemals in Neuseeland gespielt hat. In den Jahren 1939 bis 1945 konnten die All Blacks wegen des Zweiten Weltkrieges erneut kein einziges Spiel austragen.

### Nachkriegszeit
1949 wurde der neuseeländische Verband, zusammen mit seinen australischen und südafrikanischen Äquivalenten, Vollmitglied des International Rugby Football Board (IRFB; heute World Rugby), der zuvor nur aus Vertretern aus England, Irland, Schottland und Wales bestanden hatte. Die nächste größere Tour außerhalb Ozeaniens folgte im selben Jahr, als die All Blacks zu Besuch in Südafrika waren. Obwohl die vier Test Matches alle mit einem knappen Ergebnis endeten, mussten die Neuseeländer vier Niederlagen hinnehmen – bis heute eine der schlechtesten Leistungen in der Geschichte der All Blacks. Zur selben Zeit reisten die Australier durch Neuseeland, weil die Maori wegen der Bestimmungen der Apartheid-Politik zuhause bleiben mussten und zusammen mit Reservespielern eine eigene Mannschaft bildeten. Somit spielten die Südafrikaner ausschließlich gegen Pākehā (Neuseeländer europäischer Herkunft). Die Einschränkung für nicht-weiße neuseeländische Spieler blieb bis vor der Tour 1970 in Kraft, als vier Spieler maorischer und samoanischer Herkunft als „Ehrenweiße“ nach Südafrika reisen durften. Am Nachmittag des 3. September (neuseeländische Zeit) unterlag das Maori-Team in Auckland den Australiern 3:9. Am selben Nachmittag (südafrikanische Zeit) verlor die erste Mannschaft in Durban mit 6:11 gegen Südafrika. 1949 gilt für die All Blacks als „annus horribilis“, da sämtliche sechs Länderspiele verloren gingen und Australien erstmals den Bledisloe Cup für sich entscheiden konnte. Die NZRFU beschloss als Folge der Niederlagenserie, künftig die Kräfte zu bündeln und keine zweite Mannschaft gleichzeitig spielen zu lassen.
Als die Südafrikaner 1956 in Neuseeland zu Besuch waren, gelang den All Blacks die Revanche: Sie gewannen drei der vier Länderspiele und konnten die Serie erstmals für sich entscheiden. Der 3:1-Erfolg in der Länderspielserie gegen die British and Irish Lions im Jahr 1959 erwies sich als Beginn einer besonders erfolgreichen Phase. Während der 1960er Jahre dominierten die All Blacks die britischen Teams fast nach Belieben. Bei ihrer Europatour 1963/64 verpassten sie den Grand Slam denkbar knapp: Nach Länderspielsiegen gegen Irland, Wales und England folgte ein punkteloses Unentschieden gegen Schottland. Die einzige Niederlage auf dieser Tour mussten sie am 30. Oktober 1963 gegen den walisischen Verein Newport RFC hinnehmen. Eine weitere Chance, den Grand Slam zu schaffen, bot sich bei der Europatour 1967. Doch nach drei gewonnenen Spielen musste die Begegnung gegen Irland wegen eines Ausbruchs der Maul- und Klauenseuche abgesagt werden. Von 1965 bis 1970 blieben die All Blacks in allen 17 Länderspielen ungeschlagen, was damals die längste Siegesserie bedeutete; dieser Rekord wurde 1998 von Südafrika egalisiert und 2010 von Litauen übertroffen.
Als die Lions 1966 in Neuseeland zu Gast waren, fügten ihnen die All Blacks vier Niederlagen zu. 1971 kehrten die Lions nach Neuseeland zurück und entschieden die Länderspielserie mit 2:1 Siegen für sich (hinzu kam ein Unentschieden). Bis heute ist dies die einzige Serie, welche die Briten in Neuseeland für sich entscheiden konnten. 1972/73 unternahmen die All Blacks eine 32 Spiele umfassende Tour durch Europa. Erneut misslang der Versuch, gegen die vier Nationalmannschaften der britischen Inseln einen Grand Slam zu erzielen, da Irland den All Blacks ein Unentschieden abrang. Für Schlagzeilen sorgte die vorzeitige Heimreise des Spielers Keith Murdoch, der bei einer Siegesfeier in Cardiff in eine Schlägerei verwickelt gewesen sein soll.
1978 waren die Grand-Slam-Bemühungen schließlich erfolgreich, als die All Blacks alle britischen Mannschaften bezwingen konnten. Das Spiel gegen Wales, das mit 13:12 endete, wurde allerdings erst in der letzten Spielminute entschieden, nachdem der Schiedsrichter einen umstrittenen Penalty gepfiffen hatte. Die einzige Niederlage während dieser Tour mussten die All Blacks gegen eine Provinzmannschaft hinnehmen, als sie in Limerick mit 0:12 gegen das Team von Munster Rugby verloren. Der sensationelle Erfolg Munsters inspirierte den irischen Theaterregisseur John Breen, das Stück Alone It Stands zu schreiben.

### Kontroversen

Ankündigung einer Versammlung der Citizens All Black Tour Association (1959). Die Vereinigung forderte, die Mannschaft vor Spielen gegen Südafrika nicht aufgrund der Kriterien der Apartheid zusammenzustellen.

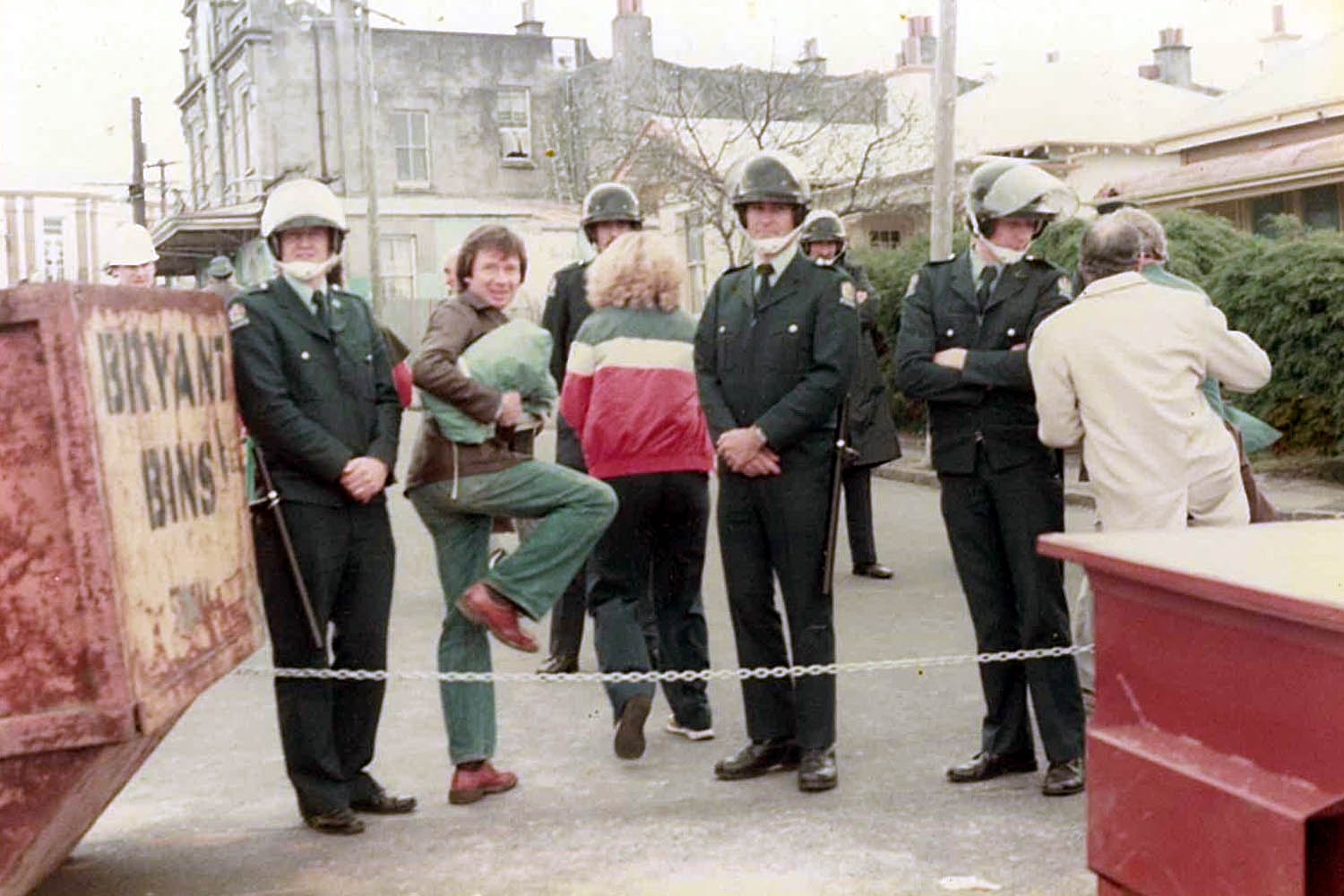
Polizisten außerhalb des Eden Park vor einem Spiel der All Blacks während der Springbok-Tour 1981

Aus rein sportlicher Sicht war die 24 Spiele umfassende Tour nach Südafrika im Jahr 1976 wenig erfolgreich: Die All Blacks verloren drei Spiele gegen Provinzmannschaften und auch drei der vier Länderspiele gegen die Springboks. Weitaus größere Auswirkungen hatte die Tour auf politischer Ebene. Wegen der südafrikanischen Apartheid-Politik weigerten sich zahlreiche Maori, dort zu spielen. Seit Beginn der 1960er Jahre war immer wieder durch öffentliche Proteste und politischen Druck versucht worden, die NZRFU dazu zu bewegen, entweder überhaupt keine Maori zu nominieren oder ganz auf Spiele in Südafrika zu verzichten. Während Premierminister Norman Kirk 1973 eine Tour der All Blacks untersagte, gab sein Nachfolger Robert Muldoon die Erlaubnis dazu.
Dieser kontroverse Beschluss hatte den Protest zahlreicher afrikanischer Staaten zur Folge, die ultimativ den Ausschluss Neuseelands von den Olympischen Sommerspielen 1976 forderten. Das Internationale Olympische Komitee ging nicht darauf ein, mit der Begründung, Rugby Union sei keine olympische Sportart. 28 überwiegend afrikanische Staaten boykottierten daraufhin die Spiele in Montreal. Als Reaktion auf diese umstrittene Tour unterzeichneten die Regierungen der Commonwealth-Staaten 1977 die Gleneagles-Vereinbarung, die sportliche Beziehungen mit Südafrika ächtete.
Noch umstrittener war die Neuseeland-Tour der Springboks im Jahr 1981. Von Ende Juli bis Mitte September trugen die von der NZRFU eingeladenen Südafrikaner 17 Spiele aus, darunter drei Test Matches gegen die All Blacks. Schon lange vorher stieß die Tour auf Kritik. Viele verurteilten sie als Unterstützung der weißen Herrschaft in Südafrika, während andere auf angespannte Beziehungen zu den Maori im eigenen Land hinwiesen. Erneut lehnte Muldoon jegliche Einmischung ab. Er vertrat den Standpunkt, die Politik dürfe sich nicht in den Sport einmischen. Die Spiele waren gut besucht, doch in zahlreichen Städten gab es zum Teil heftige Protestkundgebungen. In Hamilton rissen 350 Demonstranten die Abschrankungen nieder, stürmten das Spielfeld und erzwangen den Abbruch des Spiels. Auch in Timaru musste ein Spiel abgesagt werden und in Wellington kam es mehrmals zu Straßenschlachten. Während des letzten Spiels in Auckland wurden von einem tief fliegenden Flugzeug aus Mehlsäcke, Flugblätter und ein Transparent zu Ehren von Steve Biko auf das Spielfeld im Eden Park abgeworfen.
1985 plante die NZRFU eine Tour nach Südafrika. Zwei Anwälte reichten eine Klage ein und argumentierten, dieses Vorhaben sei ein Verstoß gegen die Verbandsstatuten. Das Court of Appeal verbot daraufhin die Durchführung dieser Tour. Zahlreiche Spieler, die sich selbst als The Cavaliers („die Kavaliere“) bezeichneten, hielten sich nicht an das Verbot und organisierten 1986 eine inoffizielle Tour nach Südafrika. Nach ihrer Rückkehr wurden sie vom Verband mit mehrmonatigen Spielsperren bestraft. Erst 1992, nach dem Ende der Apartheid, fanden wieder Länderspiele zwischen Neuseeland und Südafrika statt.

### Die ersten Weltmeisterschaften

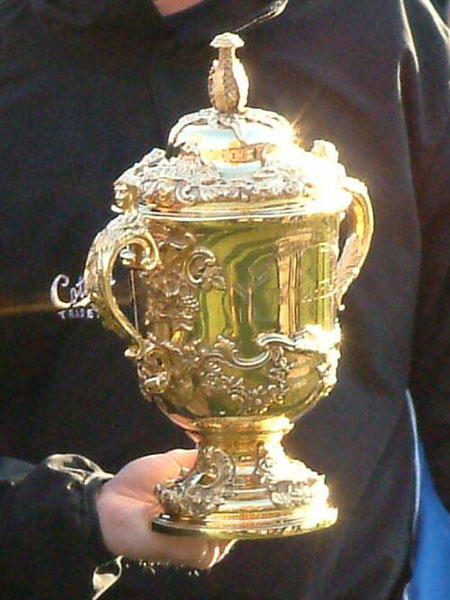
Der Webb Ellis Cup, die WM-Siegertrophäe

Die neuseeländischen und australischen Verbände waren federführend bei der Einführung der Rugby-Union-Weltmeisterschaft gewesen, weshalb beide Länder gemeinsam die Erstausgabe 1987 organisierten. Die All Blacks wurden ihrer klaren Favoritenrolle gerecht. Nach drei deutlichen Siegen in der Vorrundengruppe 1 gegen Italien, Fidschi und Argentinien bezwangen sie ebenso deutlich Schottland im Viertel- und Wales im Halbfinale. Das Endspiel im Eden Park in Auckland gegen Frankreich gewannen sie mit 29:9. In sechs Spielen erzielten sie 43 Versuche und mussten nur 52 Punkte hinnehmen.
Die Überlegenheit der All Blacks zeigte sich auch 1988 während der Tour in Australien, als die Mannschaft unbesiegt blieb (zwölf Siege und ein Unentschieden). Noch besser lief es 1989, als die All Blacks sämtliche 19 ausgetragenen Spiele gewannen (darunter sieben Länderspiele). Im August 1990 verloren sie gegen Australien nach vier Jahren erstmals wieder ein Spiel.
Bei der Weltmeisterschaft 1991 galt die Mannschaft als überaltert. Sie gewann zwar alle drei Vorrundenspiele, konnte sich dabei aber gegen England und Italien nur mit Mühe durchsetzen. Nachdem sie im Viertelfinale Kanada besiegt hatten, verloren die All Blacks das Halbfinale an der Lansdowne Road in Dublin gegen den späteren Weltmeister Australien mit 6:16. Gegen Schottland sicherten sie sich den dritten Platz. Nach Ende dieser Weltmeisterschaft gab es zahlreiche Rücktritte. Die deutlich verjüngte Mannschaft spielte vorerst nicht auf dem gewohnt hohen Niveau und verlor unter anderem 1994 zwei Heimspiele hintereinander gegen Frankreich.
Die Weltmeisterschaft 1995 fand in Südafrika statt, und wieder galten die All Blacks als Favoriten. Diese Favoritenrolle bestätigten sie mit Siegen gegen Irland und Wales in der Vorrunde. Japan wurde mit 145:17 geschlagen, was bis heute der deutlichste Sieg der All Blacks ist. Nach dem Viertelfinalsieg über Schottland wurden sie den Vorschusslorbeeren auch im Halbfinale gerecht, als sie mit 45:29 gegen England gewannen. Zwei Tage vor dem Endspiel litt ein großer Teil der Mannschaft an Gastroenteritis. Die geschwächten Neuseeländer verloren schließlich mit 12:15 nach Verlängerung gegen den Gastgeber Südafrika. Trainer Laurie Mains behauptete, eine mysteriöse Kellnerin namens „Suzie“ habe Kräuter in die Getränke der Spieler gemischt, welche dieselben Symptome wie bei einer Lebensmittelvergiftung auslösen würden.

### Beginn des Professionalismus

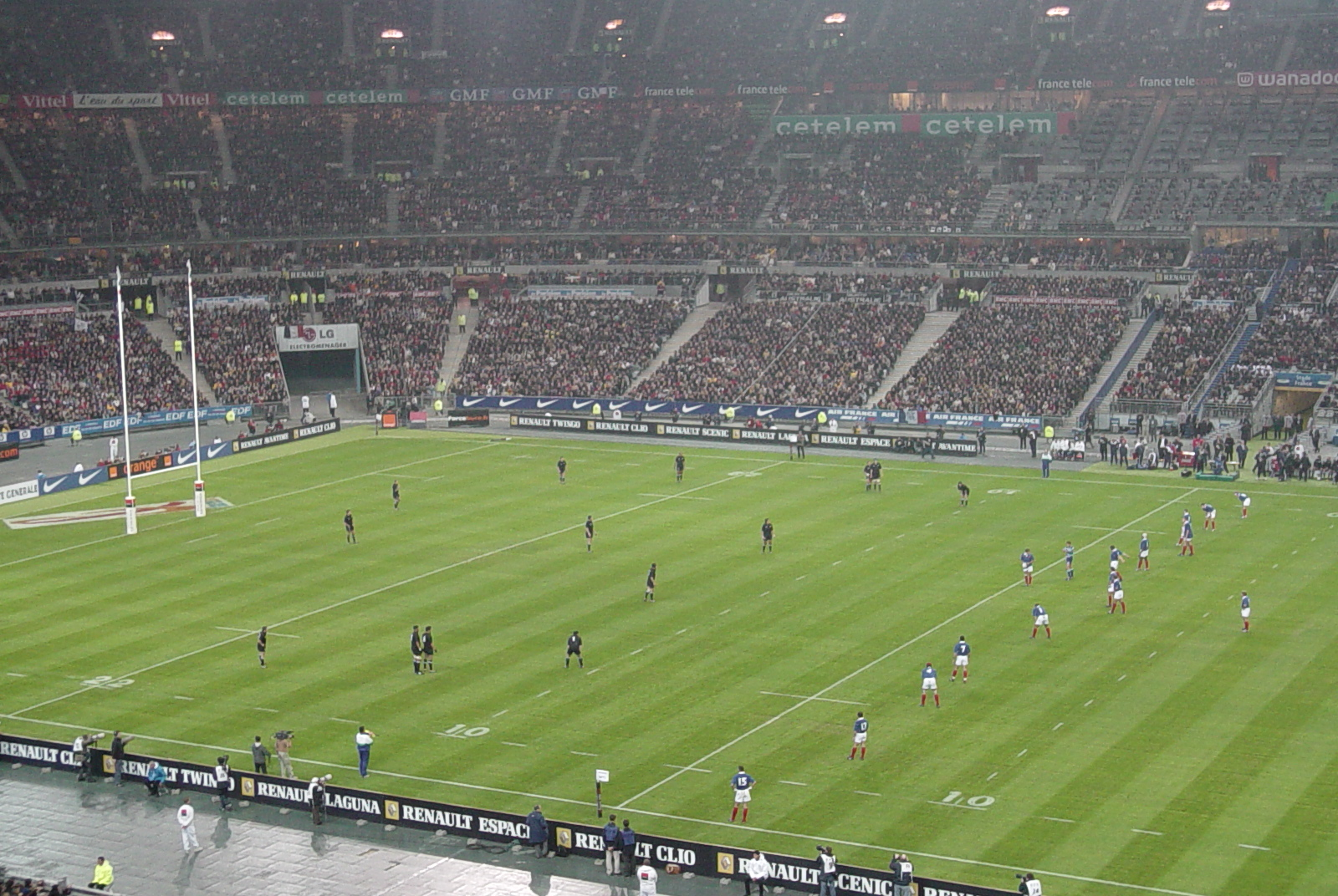
Frankreich gegen die All Blacks im Stade de France, Saint-Denis, 2002

Im August 1995 beschloss das International Rugby Football Board (IRFB; heute World Rugby), Rugby Union für Profispieler zu öffnen, um so der zunehmenden Abwerbung guter Spieler durch finanzkräftige Rugby-League-Vereine zu begegnen. Noch im selben Jahr gründeten die Verbände Südafrikas, Neuseelands und Australiens das Konsortium SANZAR, um Fernsehübertragungsrechte für zwei neue Wettbewerbe zu verkaufen, die internationale Liga Super 12 (heute Super Rugby) und das Tri-Nations-Turnier (heute The Rugby Championship). Da die neuen Wettbewerbe keine Zeit für monatelange Überseetouren mehr ließen, nahm diese Tradition der Amateurära ein rasches Ende.
Die erste Austragung von Tri Nations im Jahr 1996 gewannen die All Blacks. Dieser Erfolg hatte auch eine besondere historische Bedeutung. Erstmals überhaupt war es den Neuseeländern gelungen, eine Länderspielserie in Südafrika für sich zu entscheiden. Kapitän Sean Fitzpatrick stufte diesen Erfolg höher ein als den Gewinn des Weltmeistertitels, an dem er ebenfalls beteiligt gewesen war. Die All Blacks gewannen bei Tri Nations 1997 alle Spiele und verteidigten den Titel. 1998 jedoch gingen alle vier Spiele verloren. Es war das erste Mal seit 1949, dass die All Blacks viermal in Folge als Verlierer vom Platz gehen mussten. Am 28. August 1999 verloren sie in Sydney mit 7:28 gegen Australien, gleichbedeutend mit der bis 2023 höchsten Niederlage.
Nur knapp einen Monat später konnten sich die All Blacks während der Weltmeisterschaft 1999 in Wales wieder auffangen. Sie dominierten ihre Vorrundengruppe fast nach Belieben und siegten gegen Tonga, England und Italien. Nachdem sie sich im Viertelfinale gegen Schottland durchgesetzt hatten, trafen die All Blacks im Halbfinale auf Frankreich. Nach Ende der ersten Halbzeit lagen sie zwar 17:10 vorne, doch die Franzosen waren in der zweiten Halbzeit überraschenderweise die klar bessere Mannschaft und siegten mit 43:31. Im Spiel um Platz 3 unterlagen die All Blacks auch Südafrika.
2000 und 2001 belegten die All Blacks im Tri-Nations-Turnier jeweils den zweiten Platz, in den zwei darauf folgenden Jahren gewannen sie das Turnier. Nach den Tri-Nations-Erfolgen galten die Neuseeländer im Vorfeld der Weltmeisterschaft 2003 in Australien erneut als Favoriten für den Weltmeistertitel. Die Vorrundengegner Italien, Kanada und Tonga waren chancenlos, nur Wales vermochte längere Zeit Gegenwehr zu leisten, wenn auch letztlich ohne Erfolg. Nach einem deutlichen Viertelfinalsieg über Südafrika trafen die All Blacks im Halbfinale auf den amtierenden Weltmeister Australien. Neuseeland verlor das Spiel mit 10:22, der Sieg im Spiel um Platz 3 gegen Frankreich war nur noch von geringer Bedeutung.

### Die Ära Henry/Hansen/Foster/Robertson
Unter dem neuen Trainer Graham Henry feierten die All Blacks im Juni 2004 zwei klare Heimsiege gegen den neuen Weltmeister England, doch das Tri-Nations-Turnier im selben Jahr beendeten sie auf dem letzten Platz. 2005 waren die British and Irish Lions auf Tournee in Neuseeland. Die All Blacks entschieden die Länderspielserie mit 3:0, gewannen das Tri-Nations-Turnier 2005 und schafften den ersten Grand Slam gegen die Nationalmannschaften von den Britischen Inseln seit 1978. Aufgrund ihrer herausragenden Leistungen wurden die All Blacks vom International Rugby Board als „Mannschaft des Jahres“ ausgezeichnet, Graham Henry erhielt die Auszeichnung als „Trainer des Jahres“ und Daniel Carter jene als „Spieler des Jahres“. Ebenso waren die All Blacks bei den Laureus World Sports Awards 2006 in der Kategorie „Mannschaft des Jahres“ und der Außendreiviertel Jonah Lomu als „Comeback des Jahres“ nominiert. Die Erfolgsserie hielt im folgenden Jahr weiterhin an. Nach einem klaren Turniersieg bei Tri Nations 2006 folgten Ende des Jahres deutliche Siege gegen Frankreich, England und Wales. Die All Blacks bauten ihre Vormachtstellung weiter aus und wurden folgerichtig vom IRB erneut als beste „Mannschaft des Jahres“ geehrt, während Richie McCaw den Preis als „Spieler des Jahres“ entgegennehmen konnte.
Auch 2007 waren die All Blacks bei den Laureus Awards als „Mannschaft des Jahres“ nominiert. Nachdem sie das Tri-Nations-Turnier gewonnen hatten, galten sie im Vorfeld der Weltmeisterschaft 2007 wiederum als meistgenannte Favoriten, was sie mit zwei deutlichen Siegen in Vorbereitungsspielen gegen die Franzosen unterstrichen. Bei der in Frankreich stattfindenden Weltmeisterschaft dominierten die All Blacks ihre Vorrundengruppe nach Belieben, mit klaren Erfolgen gegen Italien, Portugal, Rumänien und Schottland (jeweils mit über 40 Punkten Differenz). Im Viertelfinale scheiterten sie überraschend mit 18:20 an Frankreich; dies war gleichbedeutend mit ihrem schlechtesten WM-Ergebnis überhaupt. Trotz dieses Misserfolgs verlängerte die NZRFU Henrys Trainervertrag, was in der Öffentlichkeit verschiedentlich auf Kritik stieß.
Bei Tri Nations 2008 gelang erneut der Turniersieg. Allerdings mussten die All Blacks in Dunedin eine 28:30-Niederlage hinnehmen, womit eine 30 Spiele dauernde Ungeschlagenheit bei Heimspielen zu Ende ging. Die Saison 2009 begann mit einer 22:27-Heimniederlage gegen Frankreich, ebenfalls in Dunedin. Zwar folgte ein 14:10-Sieg eine Woche später in Wellington, doch aufgrund der Punktedifferenz mussten die Neuseeländer erstmals die Dave Gallaher Trophy abgeben. Das Tri-Nations-Turnier beendeten sie aufgrund zweier Niederlagen gegen Südafrika auf dem zweiten Platz. Die Revanche gelang ihnen bei Tri Nations 2010 mit drei Siegen gegen Südafrika, auch bei den drei Begegnungen gegen Australien blieben sie ungeschlagen. Dementsprechend waren sie abermals bei den Laureus Awards als „Mannschaft des Jahres“ nominiert.

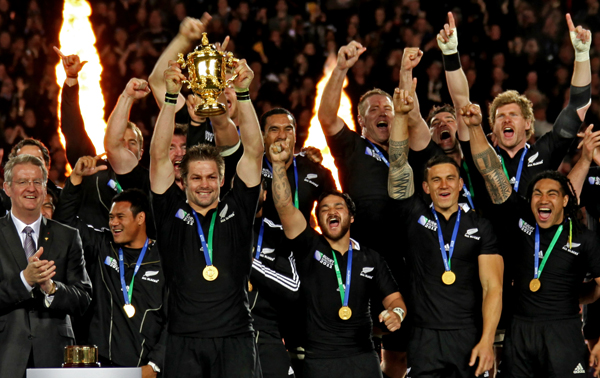
Siegesfeier nach dem WM-Finale 2011 gegen Frankreich

Die All Blacks beendeten das Tri-Nations-Turnier 2011 auf dem zweiten Platz hinter Australien. Da sie die Weltrangliste deutlich anführten, galten sie vor der Weltmeisterschaft 2011 im eigenen Land dennoch als meistgenannte Favoriten auf den WM-Titel. In der Vorrundengruppe A setzten sie sich erwartungsgemäß deutlich durch und standen nach Siegen gegen Tonga, Japan, Frankreich und Kanada als Gruppensieger fest. Im Viertelfinale schlugen sie Argentinien mit 33:10, im Halbfinale Australien mit 20:6. Das WM-Finale am 23. Oktober 2011 im Eden Park von Auckland war sehr ausgeglichen. Am Ende setzten sich die All Blacks knapp mit 8:7 gegen Frankreich durch und konnten sich somit zum zweiten Mal nach 1987 als Weltmeister feiern lassen. Darauf folgte eine weitere Laureus-Nominierung als „Mannschaft des Jahres“.
Nach der Weltmeisterschaft trat Graham Henry zurück und die NZRFU bestimmte seinen bisherigen Assistenten Steve Hansen zum neuen Nationaltrainer. 2012 wurde Tri Nations mit der Aufnahme Argentiniens zur Rugby Championship erweitert. Die All Blacks entschieden das erste Turnier im neuen Format mit sechs Siegen in ebenso vielen Spielen für sich. Im Verlaufe des Jahres blieben sie unbesiegt, mit Ausnahme des letzten Auswärtsspiels gegen England, das sie mit 21:38 verloren. 2013 empfingen die Neuseeländer Frankreich zu einer Serie von drei Länderspielen, die alle mit einem Sieg der All Blacks endeten. Auch bei der Rugby Championship 2013 blieben sie ungeschlagen. Im November 2013 wurde Neuseeland die erste Nation in der professionellen Ära, die in einem Kalenderjahr eine Erfolgsquote von 100 % aufwies. Danach waren die All Blacks abermals bei den Laureus Awards als „Mannschaft des Jahres“ nominiert.

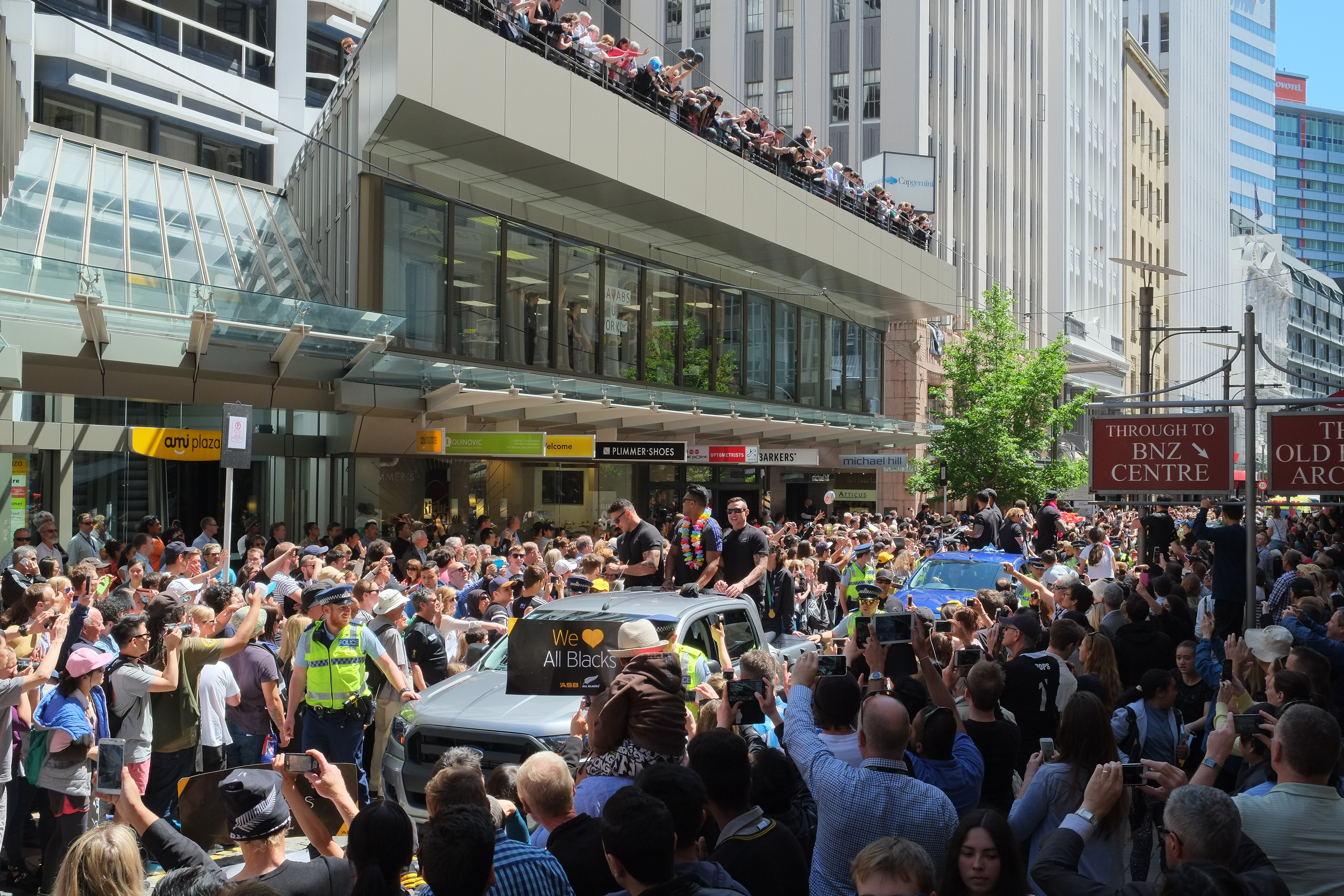
Empfang der All Blacks in Neuseeland nach ihrem Sieg im WM-Finale 2015

Während der Rugby Championship 2014 spielten die All Blacks auswärts gegen Australien Unentschieden und verloren gegen Südafrika, konnten nach Siegen in den anderen vier Spielen das Turnier jedoch für sich entscheiden. Die verkürzte Rugby Championship 2015 schlossen die All Blacks nach einer Niederlage gegen Australien als Zweiter ab. Ihnen gelang jedoch im Rückspiel um den Bledisloe Cup gegen die Wallabies die Verteidigung der Trophäe. Bei der WM 2015 besiegten die All Blacks nach einer souveränen Vorrunde mit Siegen gegen Argentinien, Namibia, Tonga und Georgien im Viertelfinale den kolportierten Angstgegner aus Frankreich mit 62:13 Punkten, der größten Punktdifferenz in Ausscheidungsspielen einer Weltmeisterschaft. Im Halbfinale setzte sich die Mannschaft gegen die südafrikanischen „Springboks“ denkbar knapp mit 20:18 durch, im Finale gegen die „Wallabies“ mit 34:17. Neuseeland verteidigte damit als erste Mannschaft einen WM-Titel und wurde mit dem insgesamt dritten WM-Titelgewinn alleiniger Rekordweltmeister. Danach wurde der Verbinder Daniel Carter bei den Laureus Awards 2016 als „Comeback des Jahres“ ausgezeichnet.

Gedränge zwischen den All Blacks und den British and Irish Lions (2017)

Die All Blacks unter ihrem neuen Kapitän Kieran Read blieben auch während der Rugby Championship 2016 unbesiegt und erzielten in jedem Spiel einen Bonuspunktsieg. Bei den End-of-year Internationals 2016 verloren die All Blacks erstmals in 111 Jahren ein Test Match gegen Irland, als man im Chicagoer Soldier Field mit 29:40 unterlag. Neuseeland gelang jedoch die Revanche, als die All Blacks eine Woche später das Rückspiel in Dublin mit 21:9 gewannen. 2017 unternahmen die British and Irish Lions ihre zweite Neuseeland-Tour in der professionellen Ära. Die Testserie endete unentschieden. Die All Blacks gewannen das erste Test Match mit 30:15, die Lions das zweite mit 24:21 und das letzte Test Match endete 15:15-Unentschieden. Das Unentschieden der Lions-Tour, zusammen mit der Niederlage gegen Irland im Jahr zuvor, deutete einigen Zeitungsberichten zufolge auf ein schwächeln der All Blacks und ein Aufholen der Mannschaften aus der Nordhemisphäre. Dagegen gewannen die All Blacks die Rugby Championship 2017 unbesiegt und verteidigten auch den Bledisloe Cup, nachdem man Australien beide Male schlagen konnte. Zu Beginn der 2018-Saison gewannen die All Blacks die Testserie gegen die besuchenden Franzosen mit 3:0 und man verteidigte zu Beginn der Rugby Championship 2018 den Bledisloe Cup gegen Australien. Danach bezwangen die All Blacks die Pumas deutlich, unterlagen jedoch erstmals seit 2009 den Springboks daheim in Wellington, wenn auch denkbar knapp mit 34:36. Während den End-of-year Internationals 2018 gelang den All Blacks nur ein knapper Sieg gegen England (16:15), gefolgt von der zweiten Niederlage gegen Irland überhaupt.
Während der verkürzten Rugby Championship 2019 gelang Neuseeland nur der dritte Platz, das schlechteste Abschneiden seit dem Beitritt Argentiniens 2012; das letzte Mal landete Neuseeland während den Tri Nations 2004 auf dem dritten (und damals letzten Platz). Während des Turniers kamen die All Blacks gegen die Springboks nicht über ein Unentschieden hinaus, worauf eine Rekordniederlage gegen die Wallabies (26:47) folgte. Trotzdem gelang den All Blacks die Verteidigung des Bledisloe Cups, nachdem man das Rückspiel gegen Australien mit 36:0 gewinnen konnte. Der Auftakt zur WM 2019 gegen die Springboks wurde im Vorfeld als Highlight der Vorrunde angepriesen. Dabei setzten sich die All Blacks mit 23:13 durch. Es folgten Siege gegen Kanada und Namibia, während das letzte Vorrundenspiel gegen Italien wegen des Taifuns Hagibis abgesagt werden musste. Nach dem Viertelfinalsieg gegen Irland verloren die All Blacks im Halbfinale gegen England mit 7:19. Ein Titel-Hattrick war somit nicht möglich und das letzte Spiel der Neuseeländer war jenes um Platz 3 gegen Wales. Sowohl für Steve Hansen als auch für Warren Gatland war es auch das letzte Spiel als Trainer, sodass beide Mannschaften ihrem Trainer einen schönen Abschied bereiten wollten. Dies gelang den All Blacks besser und sie gewannen mit 40:17. Im Dezember 2019 wurde Ian Foster zum neuen Nationaltrainer ernannt.

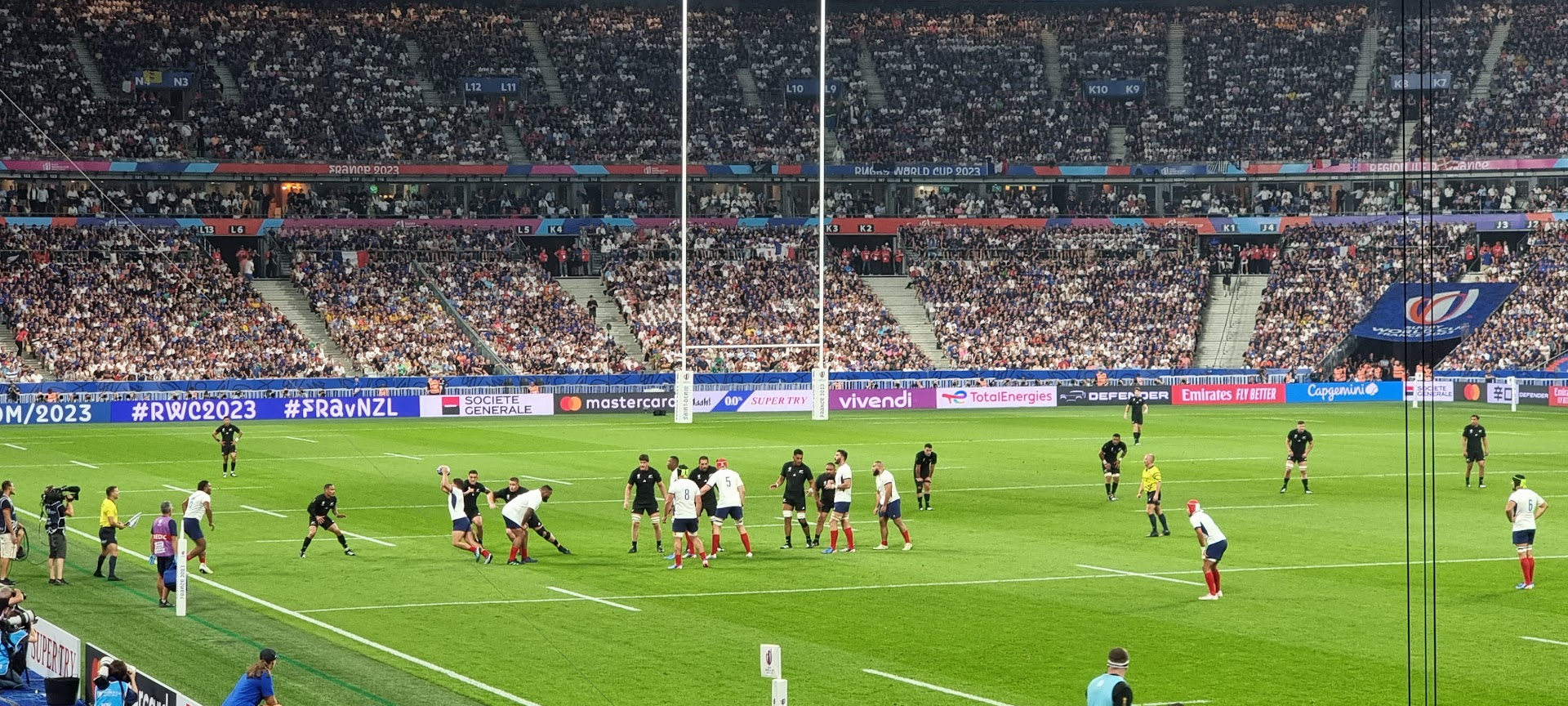
Eröffnungsspiel der WM 2023 zwischen dem Gastgeber Frankreich und Neuseeland

Südafrika nahm aufgrund der weltweiten COVID-19-Pandemie nicht an der Tri Nations 2020 teil und die All Blacks entschieden das Turnier nach jeweils zwei Siegen und Niederlagen für sich, darunter die erste Niederlage gegen die Pumas überhaupt. Im zweiten Aufeinandertreffen mit Argentinien revanchierte sich Neuseeland und verhinderte erstmals überhaupt argentinische Punkte. Während der Rugby Championship 2021 verteidigte Neuseeland seinen Titel nach fünf Siegen und einer Niederlage. Die End-of-year Internationals 2021 begannen für Neuseeland mit Siegen gegen die Vereinigten Staaten, Wales und Italien, worauf jedoch Niederlagen gegen Irland und Frankreich folgten, womit sich die Franzosen die Dave Gallaher Trophy zum zweiten Mal sicherten. Während der Mid-year Internationals 2022 verlor Neuseeland erstmals eine Heimserie gegen Irland mit 1:2. Dies waren Irlands erste Siege in Neuseeland überhaupt. Die Rugby Championship 2022 konnten die All Blacks mit nur einen Bonuspunkt mehr als die Springboks für sich entscheiden. Bei der verkürzten Rugby Championship 2023 gewannen die All Blacks nach Siegen in allen drei Spielen ihren insgesamt 20. Titel bei diesem Turnier. Im letzten Aufwärmspiel vor der Weltmeisterschaft 2023 in Frankreich erlitt Neuseeland im Twickenham gegen den Rivalen Südafrika mit 7:35 die bisher höchste Niederlage in der Verbandsgeschichte. Für das Hauptturnier galten die All Blacks traditionell als einer der Turnierfavoriten. Im Eröffnungsspiel fügte der Gastgeber und Mitfavorit Neuseeland die höchste Niederlage bei einem Turnier und die erste Niederlage überhaupt in der Gruppenphase zu (13:27). Die All Blacks meldeten sich jedoch im Turnier zurück mit deutlichen Siegen gegen Namibia (71:3), Italien (96:17) und Uruguay (73:0). Im Viertelfinale trafen sie mit Irland auf den nächsten Titelfavoriten, wobei ihnen ein knapper 28:24-Sieg gelang. Im Halbfinale deklassierten die All Blacks Argentinien mit 44:6 und erreichten als erste Mannschaft fünf Endspiele. In diesem trafen sie auf den Erzrivalen Südafrika, wobei eine Mannschaft erstmals den vierten Weltmeistertitel erringen konnte. In einem der knappsten Finalergebnisse unterlagen die Neuseeländer mit 11:12, wobei der Kapitän Sam Cane als erster Spieler überhaupt im Finale eine rote Karte sah.
Im Frühjahr 2024 übernahm der frühere All Black Scott Robertson den Trainerposten. Bei der Rugby Championship 2024 mussten die All Blacks dem Erzrivalen der Springboks den Vortritt lassen, nachdem die Südafrikaner erstmals seit 1949 ihren vierten aufeinander folgenden Sieg über die Neuseeländer erzielen konnten.

## Der Spitzname „All Blacks“
Billy Wallace, der letzte lebende Spieler der Original All Blacks von 1905/06, sagte 1955 in einem Interview, ein Journalist der Zeitung Daily Mail habe die Neuseeländer nach dem Spiel gegen Hartlepool als „all backs“ bezeichnet. Er meinte damit, die üblicherweise schweren und großen Spieler der Vordermannschaft (engl. forwards) seien im Gegensatz zu ihren Gegnern schnell und wendig und beherrschten das Passspiel ebenso gut wie die Hintermannschaft (engl. backs). Sie würden also alle wie die Hintermannschaft spielen („as if they were all backs“). Wallace behauptete ferner, wegen eines Druckfehlers in einem Artikel vor dem nächsten Spiel gegen Somerset sei die Mannschaft in der Folge von Zuschauern und Medien nur noch als „All Blacks“ bezeichnet worden.
Wallaces Darstellung wird heute weitgehend abgelehnt, da sich aus dem Zeitraum 1905/06 keine einzige englische Zeitung finden lässt, die von „All Backs“ (ohne l) schreibt. Der Begriff „All Blacks“ (mit l) erschien tatsächlich erstmals nach der Begegnung mit Hartlepool in einem Spielbericht der Regionalzeitung Northern Daily Mail, die in der Folge von der nationalen Ausgabe der Daily Mail übernommen wurde. Autor dieses Artikels ist J. A. Buttery, Rugby-Korrespondent der Daily Mail während der Tour der Neuseeländer, der mit dem Spitznamen Bezug auf die (mit Ausnahme des Silberfarns) gänzlich schwarze Spielkleidung der Mannschaft nahm.

## Spielkleidung

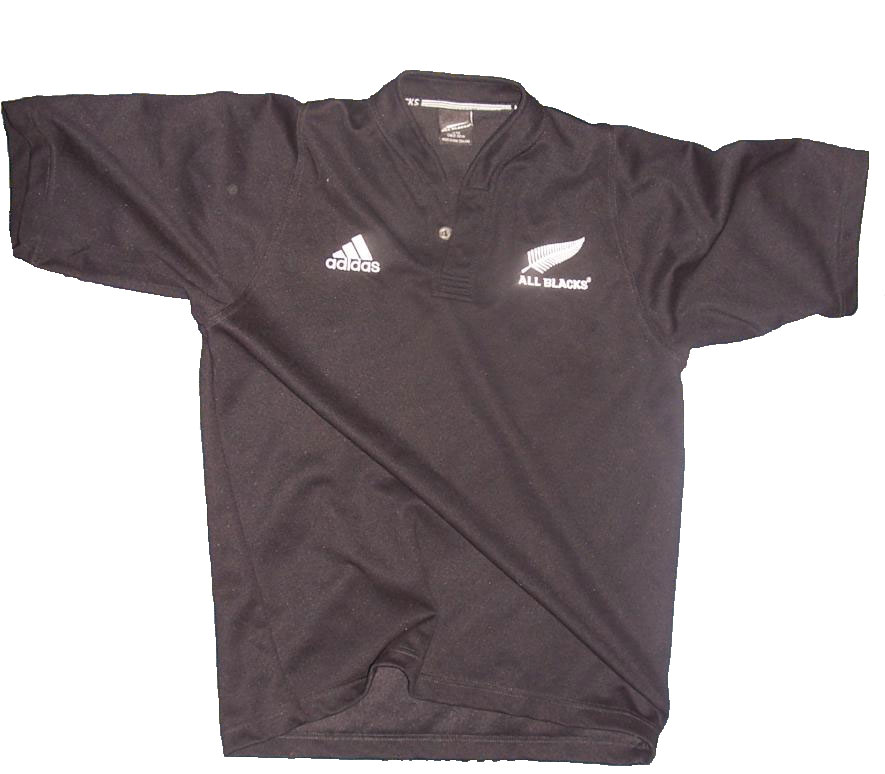
Das zwischen 1999 und 2011 verwendete Trikot der All Blacks

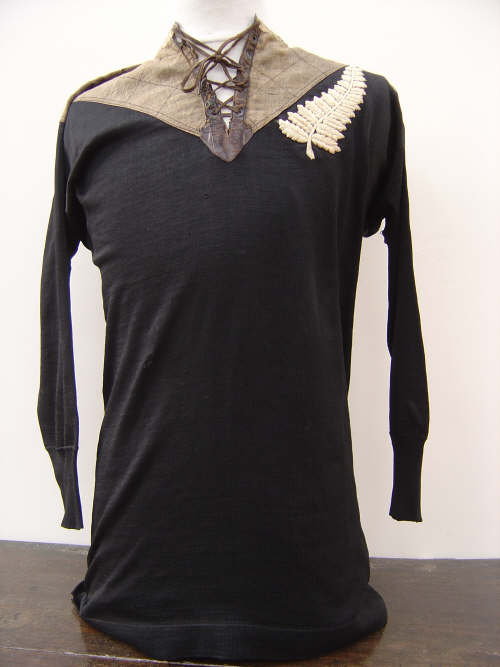
Trikot der Original All Blacks von 1905

Das aktuelle Trikot der All Blacks ist vollkommen schwarz – mit Ausnahme des Logos des offiziellen Trikotsponsors Adidas, des stilisierten Silberfarns (Logo der NZRU) und des Logos des Verbandssponsors Altrad auf der Vorderseite sowie der Rückennummer (alle in weiß). Bei ihrer ersten Auslandsreise, der 1884er-Tour nach Australien, trugen die neuseeländischen Rugbyspieler Spielkleidung, die sich von der heutigen stark unterscheidet. Sie bestand aus einem dunkelblauen Hemd mit einem goldenen Farn auf der linken Vorderseite. 1893 beschloss die NZRFU auf ihrer jährlichen Generalversammlung, dass die Spielkleidung künftig aus einem schwarzen Hemd mit Silberfarn und weißen Knickerbockern bestehen solle. Fotos aus jener Epoche lassen jedoch darauf schließen, dass stattdessen weiße Shorts getragen wurden. Irgendwann nach 1897 gab es eine Veränderung, denn 1901 trat die Mannschaft gegen New South Wales in schwarzen Segeltuchhemden ohne Kragen, schwarzen Shorts und schwarzen Socken an.
Seit 2000 tragen die All Blacks bei Spielen in Frankreich im Monat November Hemden mit einer auf dem rechten Ärmel aufgestickten roten Mohnblume. Damit soll der Soldaten des Australian and New Zealand Army Corps gedacht werden, die während des Ersten Weltkriegs auf den Schlachtfeldern Europas ihr Leben ließen. Äußerst selten treten die All Blacks bei Auswärtsspielen nicht in Schwarz auf, in der Regel in Spielen gegen Mannschaften, die ebenfalls dunkle Spielkleidung tragen (beispielsweise das schottische Dunkelblau). 2006 wurde das früher in solchen Fällen verwendete weiße Hemd gegen ein graues getauscht, drei Jahre später kehrte man zum üblichen Weiß zurück.

## Der Haka

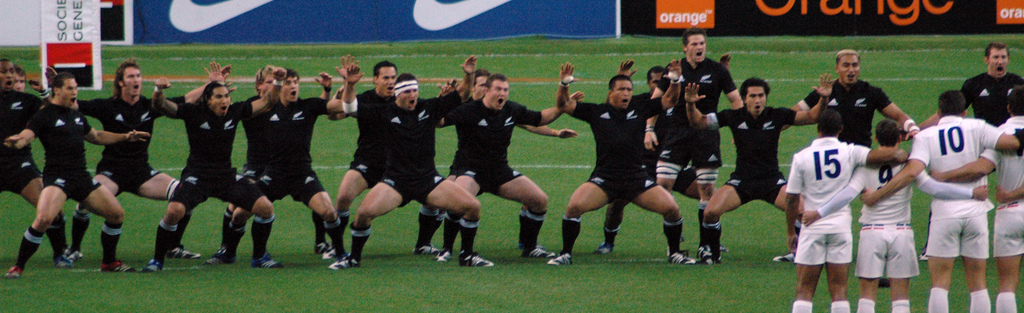
Die All Blacks tanzen den Haka (vor einem Spiel gegen Frankreich im November 2006)

Vor jedem Länderspiel führen die All Blacks den Haka auf, einen Ritualtanz der Maori, um ihre Gegner einzuschüchtern und um sich selbst zu motivieren. Der Haka wird oft als Herausforderung zum Kampf beschrieben. Seit der Tour der New Zealand Natives von 1888/89 ist der Haka ein fester Bestandteil des neuseeländischen Rugby. Die Natives tanzten den Haka Ake Ake Kia Kaha, die 1903 in Australien tourende Mannschaft den spöttischen Haka Tupoto koe, Kangaru! Die Tradition des heutzutage bekanntesten Haka mit dem Titel Ka Mate – komponiert zu Beginn des 19. Jahrhunderts von Te Rauparaha, dem Stammesführer der Ngāti Toa – begründeten die All Blacks im Jahr 1905. Die All Blacks von 1924 verwendeten den eigens komponierten Haka Ko Niu Tireni, kehrten dann aber zu Ka Mate zurück. Der Haka wurde bis 1986 traditionell im Ausland aufgeführt, in Neuseeland selbst regelmäßig ab der Weltmeisterschaft 1987. Er musste allerdings geübt werden, um ein vorher fehlendes Niveau an Rhythmusgenauigkeit und Intensität zu erreichen. Eine Schlüsselrolle hierbei spielten die Spieler Wayne Shelford und Hika Reid.
Vor einem Tri-Nations-Spiel gegen Südafrika am 28. August 2005 in Dunedin führten die All Blacks den völlig neuen Haka Kapa o Pango auf. Dieser war komponiert worden, „um die multikulturelle Zusammensetzung der neuseeländischen Bevölkerung zu betonen, insbesondere den wachsenden Einfluss der Polynesier“. Der neue Haka wird nur zu besonderen Anlässen aufgeführt und soll Ka Mate nicht ersetzen. Kapa o Pango endet mit einer umstrittenen, auf das gegnerische Team gerichteten Geste des „Hals-Durchschneidens“. Dies führte zu Vorwürfen, der neue Haka rufe zu Gewalt auf und sende ein falsches Signal an die Fans. Eine von der NZRFU eingesetzte Expertenkommission kam zum Schluss, dass die Geste in der Kultur der Maori eine völlig andere Bedeutung hat. Laut Komponist Derek Lardelli steht sie für das Ziehen lebenswichtiger Energie in die Herzen und Lungen.
Spielen die All Blacks in Wellington, wird aus Respekt gegenüber Te Rauparaha immer der Ka Mate aufgeführt. An anderen Spielorten entscheiden sich der Kapitän und der Führer des Hakas in den Tagen vor dem Spiel für den Haka, der stimmungsmäßig am besten zur Spielsituation passt.

## Stadien

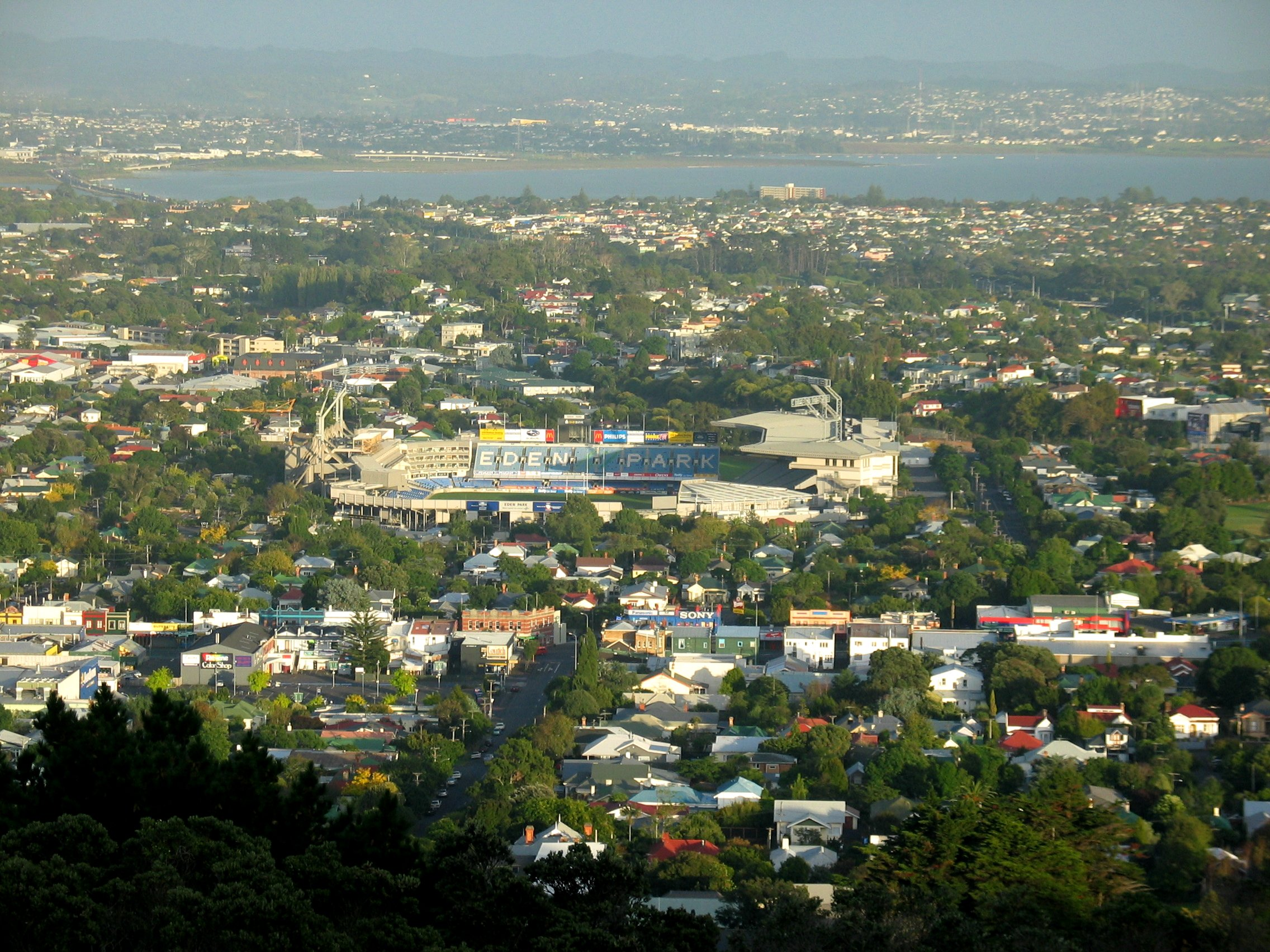
Eden Park in Auckland

Wie in den Rugbynationen Argentinien, Australien, Frankreich und Südafrika gibt es in Neuseeland kein offizielles „Nationalstadion“, vielmehr absolvieren die All Blacks in zahlreichen verschiedenen Orten Neuseelands ihre Heimspiele. Besonders häufig verwendet werden der Eden Park in Auckland, das Wellington Regional Stadium in Wellington und das Waikato Stadium in Hamilton.
Vor dem Bau des Westpac Stadium im Jahr 1999 war der Athletic Park die traditionelle Spielstätte in Wellington. Dort war am 13. August 1904 das erste Heimspiel der All Blacks gegen Großbritannien ausgetragen worden. Das erste Spiel außerhalb der Ballungszentren Auckland, Christchurch, Dunedin und Wellington fand am 7. Juni 1996 im McLean Park in Napier statt. Austragungsort des Finalspiele der Weltmeisterschaften 1987 und 2011 war der Eden Park.
Im Hinblick auf die Rugby-Union-Weltmeisterschaft 2011 wurden die Zuschauerkapazitäten des Eden Park und des AMI Stadium in Christchurch signifikant erhöht. Als Alternative zur Erweiterung des Eden Park hatte die neuseeländische Regierung den Bau eines Nationalstadions am alten Hafen von Auckland vorgeschlagen. Dieses Vorhaben stieß bei den Behörden von Stadt und Region Auckland auf Widerstand und wurde Ende November 2006 fallengelassen. Carisbrook, die traditionelle Spielstätte in Dunedin, wurde 2011 durch das Forsyth Barr Stadium ersetzt. Das Christchurch-Erdbeben vom Februar 2011 richtete große Schäden am AMI Park an, weshalb die dort geplanten WM-Spiele an andere Orte verlegt werden mussten.

## Spieler

### Aktueller Kader
Die folgenden Spieler bilden den Kader während der Rugby Championship 2025:
| Spieler              | Position         | Mannschaft                    | Länderspiele |
| -------------------- | ---------------- | ----------------------------- | ------------ |
| Noah Hotham          | Gedrängehalb     | Crusaders / Tasman            | 002          |
| Cortez Ratima        | Gedrängehalb     | Chiefs / Waikato              | 014          |
| Cam Roigard          | Gedrängehalb     | Hurricanes / Counties Manukau | 012          |
| Beauden Barrett      | Verbinder        | Blues / Taranaki              | 136          |
| Damian McKenzie      | Verbinder        | Chiefs / Waikato              | 064          |
| Jordie Barrett       | Innendreiviertel | Hurricanes / Taranaki         | 071          |
| Anton Lienert-Brown  | Innendreiviertel | Chiefs / Waikato              | 085          |
| Billy Proctor        | Innendreiviertel | Hurricanes / Wellington       | 004          |
| Timoci Tavatavanawai | Innendreiviertel | Highlanders / Tasman          | 002          |
| Quinn Tupaea         | Innendreiviertel | Chiefs / Waikato              | 016          |
| Caleb Clarke         | Außendreiviertel | Blues / Auckland              | 029          |
| Rieko Ioane          | Außendreiviertel | Blues / Auckland              | 083          |
| Emoni Narawa         | Außendreiviertel | Chiefs / Bay of Plenty        | 003          |
| Sevu Reece           | Außendreiviertel | Crusaders / Bay of Plenty     | 034          |
| Will Jordan          | Schlussmann      | Crusaders / Tasman            | 044          |
| Ruben Love           | Schlussmann      | Hurricanes / Wellington       | 002          |

| Spieler             | Position             | Mannschaft                  | Länderspiele |
| ------------------- | -------------------- | --------------------------- | ------------ |
| Brodie McAlister    | Hakler               | Chiefs / Canterbury         | 001          |
| Codie Taylor        | Hakler               | Crusaders / Canterbury      | 098          |
| Samisoni Taukeiʻaho | Hakler               | Chiefs / Waikato            | 033          |
| Ethan de Groot      | Pfeiler              | Highlanders / Southland     | 032          |
| Tyrel Lomax         | Pfeiler              | Hurricanes / Tasman         | 045          |
| Fletcher Newell     | Pfeiler              | Crusaders / Canterbury      | 025          |
| Ollie Norris        | Pfeiler              | Chiefs / Waikato            | 002          |
| Pasilio Tosi        | Pfeiler              | Hurricanes / Bay of Plenty  | 009          |
| Tamaiti Williams    | Pfeiler              | Crusaders / Canterbury      | 018          |
| Scott Barrett       | Zweite-Reihe-Stürmer | Crusaders / Taranaki        | 081          |
| Fabian Holland      | Zweite-Reihe-Stürmer | Highlanders / Otago         | 003          |
| Patrick Tuipulotu   | Zweite-Reihe-Stürmer | Blues / Auckland            | 053          |
| Tupou Vaaʻi         | Zweite-Reihe-Stürmer | Chiefs / Taranaki           | 040          |
| Samipeni Finau      | Flügelstürmer        | Chiefs / Waikato            | 011          |
| Luke Jacobson       | Flügelstürmer        | Chiefs / Waikato            | 024          |
| Du’Plessis Kirifi   | Flügelstürmer        | Hurricanes / Wellington     | 003          |
| Peter Lakai         | Flügelstürmer        | Hurricanes / Wellington     | 003          |
| Simon Parker        | Flügelstürmer        | Chiefs / Northland          | 000          |
| Ardie Savea         | Flügelstürmer        | Moana Pasifika / Wellington | 097          |
| Wallace Sititi      | Flügelstürmer        | Chiefs / North Harbour      | 010          |

### Herausragende Spieler

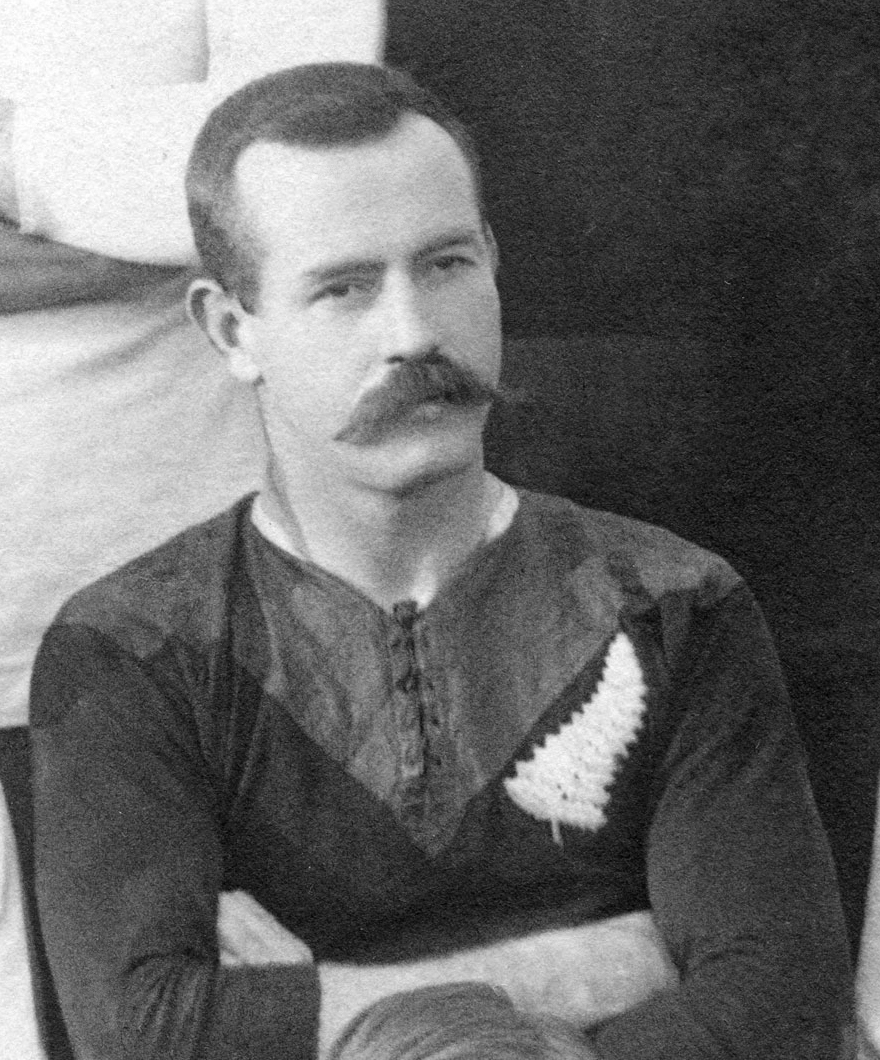
Dave Gallaher (1905)

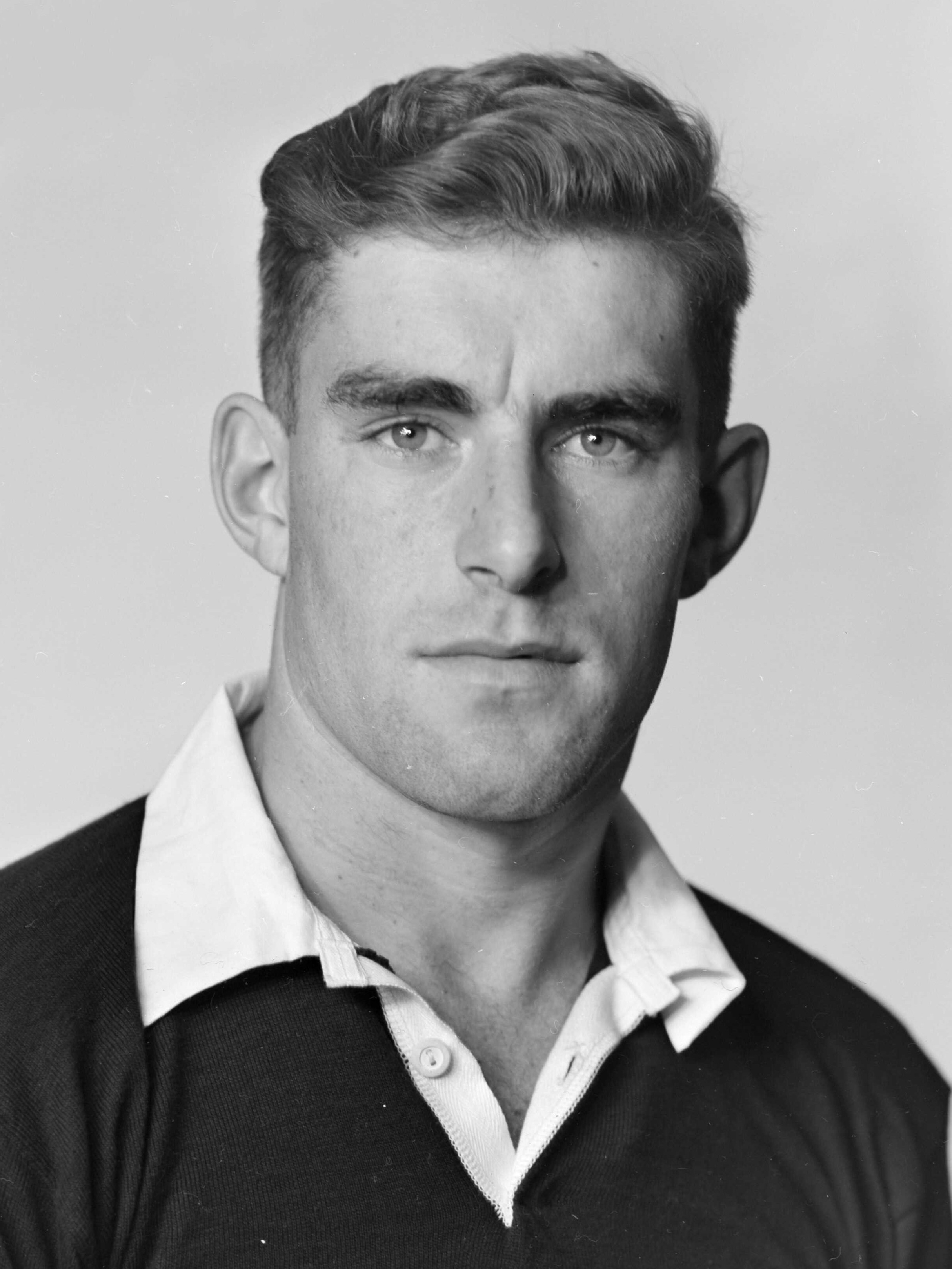
Colin Meads (1956)

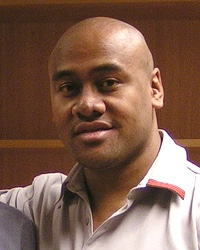
Jonah Lomu (2004)

20 ehemalige Spieler der All Blacks sind aufgrund ihrer herausragenden Leistungen in die World Rugby Hall of Fame aufgenommen worden.
| Spieler          | Position                                        | Aufnahme |
| ---------------- | ----------------------------------------------- | -------- |
| Fred Allen       | Verbinder                                       | 2014     |
| Daniel Carter    | Verbindungshalb, Innendreiviertel               | 2023     |
| Don Clarke       | Schlussmann                                     | 2014     |
| Grant Fox        | Verbinder                                       | 2014     |
| Sean Fitzpatrick | Hakler                                          | 2014     |
| David Gallaher   | Flügelstürmer                                   | 2010     |
| Michael Jones    | Flügelstürmer, Nummer Acht                      | 2014     |
| David Kirk       | Gedrängehalb                                    | 2011     |
| Ian Kirkpatrick  | Flügelstürmer                                   | 2014     |
| John Kirwan      | Außendreiviertel                                | 2014     |
| Chris Laidlaw    | Gedrängehalb                                    | 2024     |
| Brian Lochore    | Nummer Acht, Zweite-Reihe-Stürmer               | 2011     |
| Jonah Lomu       | Außendreiviertel                                | 2011     |
| Richie McCaw     | Flügelstürmer                                   | 2019     |
| Colin Meads      | Zweite-Reihe-Stürmer, Nummer Acht               | 2014     |
| Graham Mourie    | Flügelstürmer                                   | 2014     |
| George Nepia     | Schlussmann                                     | 2014     |
| Joe Warbrick     | Schlussmann                                     | 2008     |
| Wilson Whineray  | Pfeiler                                         | 2007     |
| Bryan Williams   | Außendreiviertel, Innendreiviertel, Schlussmann | 2018     |

Ebenfalls in die Hall of Fame aufgenommen wurden der Weltmeistertrainer Graham Henry sowie die Mannschaft der New Zealand Natives. 14 Spieler sind zweifache Weltmeister: Daniel Carter, Ben Franks, Owen Franks, Jerome Kaino, Richie McCaw, Keven Mealamu, Ma’a Nonu, Kieran Read, Colin Slade, Conrad Smith, Victor Vito, Sam Whitelock, Sonny Bill Williams und Tony Woodcock (alle 2011 und 2015). World Rugby zeichnete fünf All Blacks als „Spieler des Jahres“ aus: Daniel Carter (2005, 2012 und 2015), Richie McCaw (2006, 2009 und 2010), Kieran Read (2013), Brodie Retallick (2014), Beauden Barrett (2016 und 2017) und Ardie Savea (2023).

### Rekorde

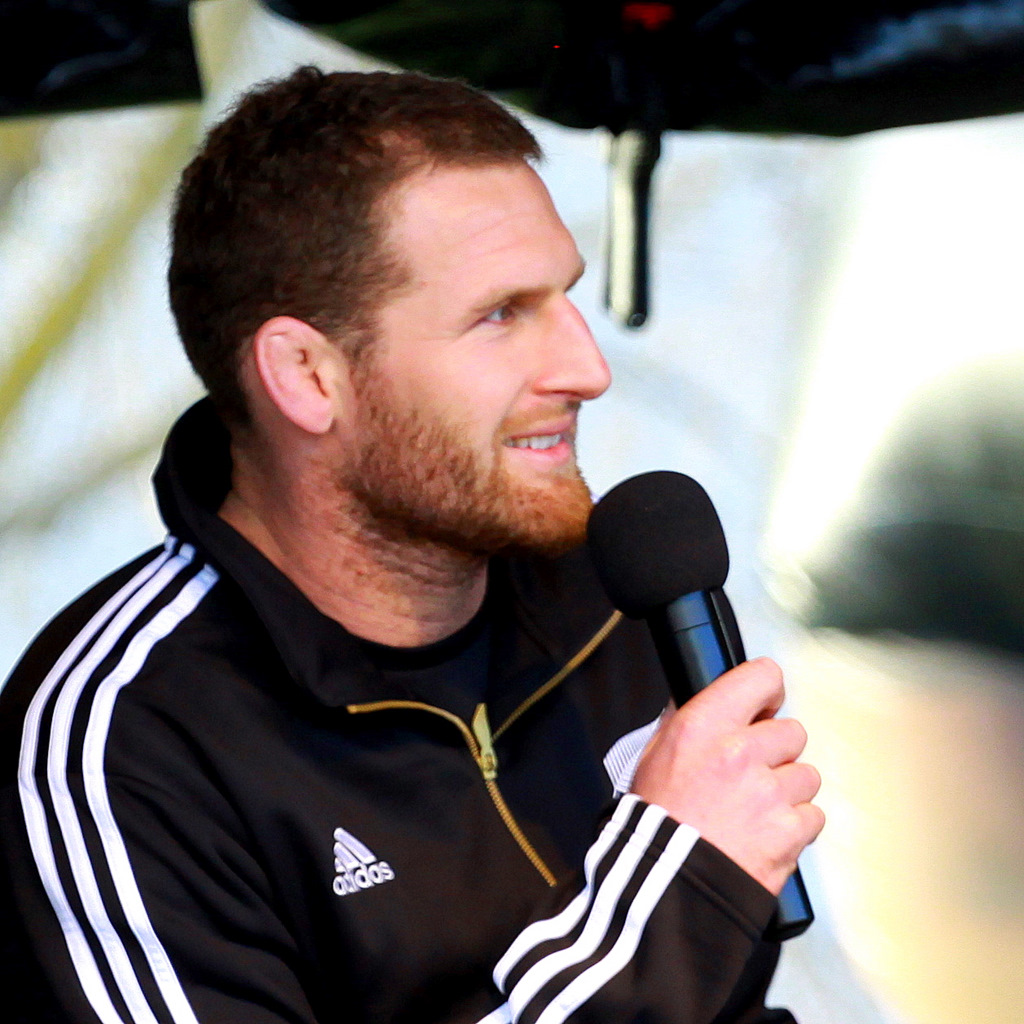
Kieran Read (2011)

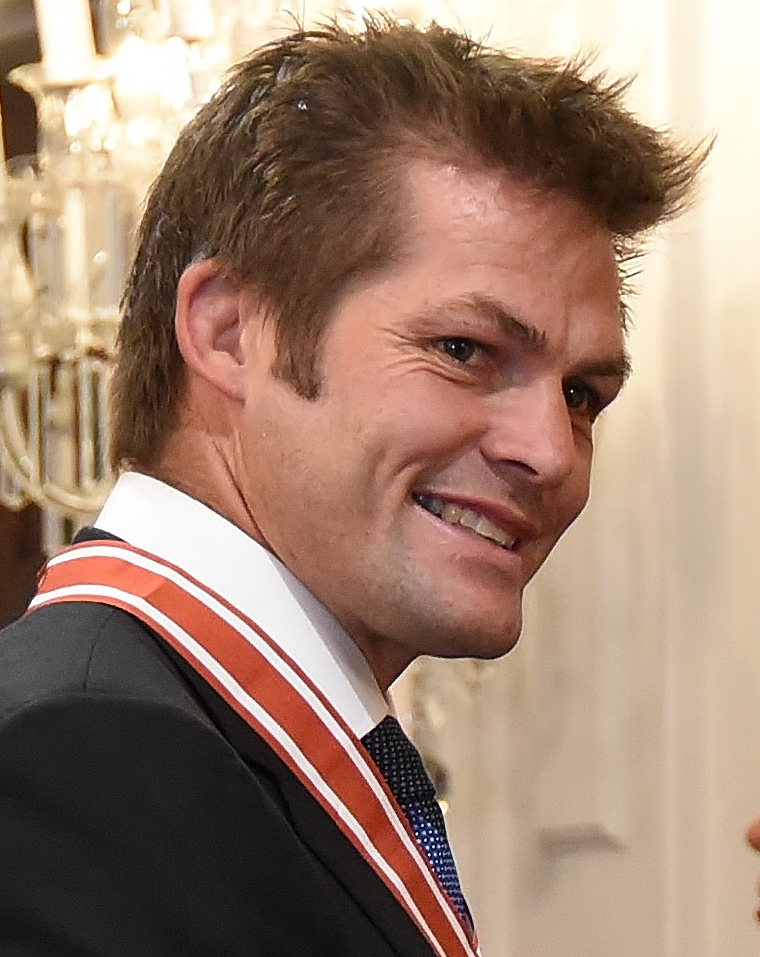
Richie McCaw (2016)

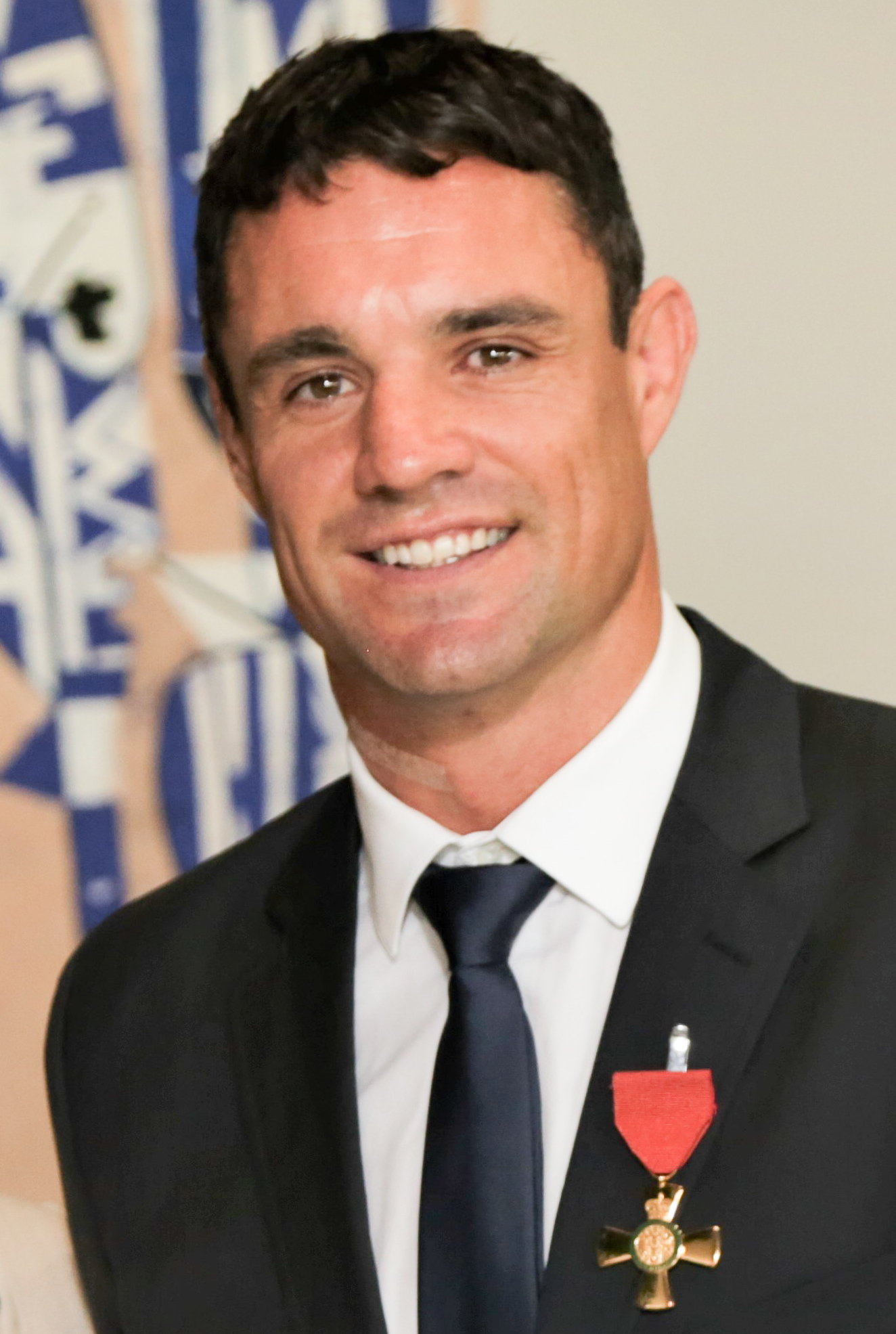
Daniel Carter (2019)

Nachfolgend sind die wichtigsten Statistiken aufgelistet, die Spieler der All Blacks betreffen. Die mit * markierten Spieler sind noch aktiv und können sich weiter verbessern. Der Unterschied zwischen der Gesamtanzahl absolvierter Spiele (matches) und den Länderspielen gegen andere Nationalmannschaften (tests) ist dadurch erklärbar, dass in der Zeit vor Einführung der Weltmeisterschaft die All Blacks weitaus mehr Spiele gegen Vereine oder Regionalmannschaften austrugen als heute üblich.
(Stand: Oktober 2024)
| Rang | Name              | Zeitraum  | Spiele |
| ---- | ----------------- | --------- | ------ |
| 01   | Sam Whitelock     | 2010–2023 | 153    |
| 02   | Richie McCaw      | 2001–2015 | 148    |
| 03   | Keven Mealamu     | 2002–2015 | 132    |
| 04   | Beauden Barrett * | 2012–2024 | 131    |
| 05   | Kieran Read       | 2008–2019 | 127    |
| 06   | Aaron Smith       | 2012–2023 | 125    |
| 07   | Tony Woodcock     | 2002–2015 | 118    |
| 08   | Daniel Carter     | 2003–2015 | 112    |
| 09   | Brodie Retallick  | 2012–2023 | 109    |
| 10   | Owen Franks       | 2009–2019 | 108    |

| Rang | Name              | Zeitraum  | Spiele |
| ---- | ----------------- | --------- | ------ |
| 01   | Sam Whitelock     | 2010–2023 | 153    |
| 02   | Richie McCaw      | 2001–2015 | 149    |
| 03   | Colin Meads       | 1957–1971 | 133    |
| 03   | Keven Mealamu     | 2002–2015 | 133    |
| 05   | Beauden Barrett * | 2012–2024 | 132    |
| 06   | Sean Fitzpatrick  | 1986–1997 | 128    |
| 06   | Kieran Read       | 2008–2019 | 128    |
| 08   | Aaron Smith       | 2012–2023 | 125    |
| 09   | Tony Woodcock     | 2002–2015 | 118    |
| 10   | Andy Haden        | 1972–1985 | 117    |

| Rang | Name              | Zeitraum  | Punkte | Vers. | Erh. | Pen. | Drops |
| ---- | ----------------- | --------- | ------ | ----- | ---- | ---- | ----- |
| 01   | Daniel Carter     | 2003–2015 | 1598   | 29    | 293  | 281  | 08    |
| 02   | Andrew Mehrtens   | 1995–2004 | 0967   | 07    | 169  | 188  | 10    |
| 03   | Beauden Barrett   | 2012–2024 | 0747   | 44    | 172  | 058  | 03    |
| 04   | Grant Fox         | 1985–1993 | 0645   | 01    | 118  | 128  | 07    |
| 05   | Richie Moʻunga    | 2017–2023 | 0464   | 11    | 143  | 041  | 0     |
| 06   | Aaron Cruden      | 2010–2017 | 0322   | 05    | 063  | 056  | 01    |
| 07   | Jordie Barrett *  | 2017–2024 | 0297   | 25    | 047  | 026  | 0     |
| 08   | Carlos Spencer    | 1997–2004 | 0291   | 14    | 049  | 041  | 0     |
| 09   | Damian McKenzie * | 2016–2024 | 0262   | 21    | 053  | 017  | 0     |
| 10   | Doug Howlett      | 2000–2007 | 0245   | 49    | 0    | 0    | 0     |

| Rang | Name              | Zeitraum  | Versuche |
| ---- | ----------------- | --------- | -------- |
| 01   | Doug Howlett      | 2000–2007 | 49       |
| 02   | Julian Savea      | 2012–2017 | 46       |
| 02   | Christian Cullen  | 1996–2002 | 46       |
| 02   | Joe Rokocoko      | 2003–2010 | 46       |
| 05   | Jeff Wilson       | 1993–2001 | 44       |
| 05   | Beauden Barrett * | 2012–2024 | 44       |
| 07   | Ben Smith         | 2012–2019 | 39       |
| 08   | Jonah Lomu        | 1995–2002 | 37       |
| 08   | Rieko Ioane *     | 2016–2024 | 37       |
| 10   | Tana Umaga        | 1997–2005 | 36       |

## Trainer

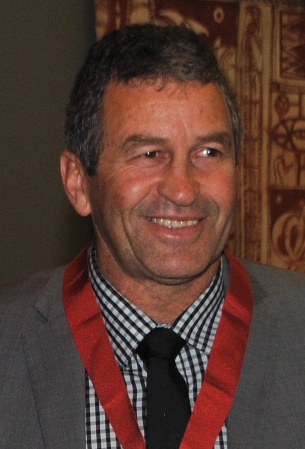
Wayne Smith (2012)

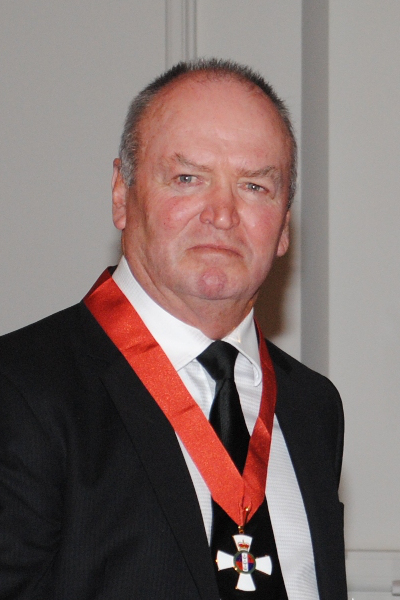
Graham Henry (2012)

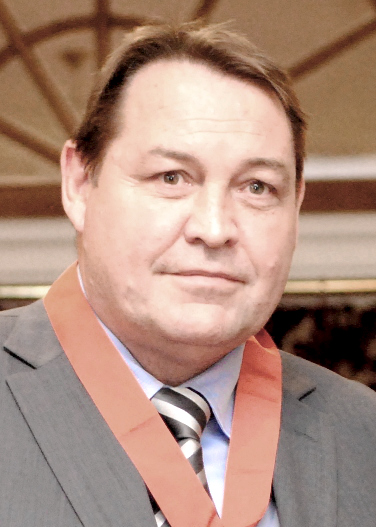
Steve Hansen (2020)

Da die Definition und Rolle der Trainer der All Blacks bis zur Tour nach Südafrika 1949 sehr stark variierte, beinhaltet die folgende Tabelle nur Trainer, die seitdem angestellt wurden. Alle Trainer der All Blacks waren ausnahmslos Neuseeländer.
Stand: 28. August 2023
| Name            | Jahre         | Spiele | Siege | Unent. | Ndlg. | Siege in % |
| --------------- | ------------- | ------ | ----- | ------ | ----- | ---------- |
| Alex McDonald   | 1949          | 4      | 0     | 0      | 4     | 0,0        |
| Tom Morrison    | 1950, 1955–56 | 12     | 8     | 1      | 3     | 66,7       |
| Len Clode       | 1951          | 3      | 3     | 0      | 0     | 100,0      |
| Arthur Marslin  | 1953–1954     | 5      | 3     | 0      | 2     | 60,0       |
| Dick Everest    | 1957          | 2      | 2     | 0      | 0     | 100,0      |
| Jack Sullivan   | 1958–1960     | 11     | 6     | 1      | 4     | 54,5       |
| Neil McPhail    | 1961–1965     | 20     | 16    | 2      | 2     | 80,0       |
| Ron Bush        | 1962          | 2      | 2     | 0      | 0     | 100,0      |
| Fred Allen      | 1966–1968     | 14     | 14    | 0      | 0     | 100,0      |
| Ivan Vodanovich | 1969–1971     | 10     | 4     | 1      | 5     | 40,0       |
| Bob Duff        | 1972–1973     | 8      | 6     | 1      | 1     | 75,0       |
| John Stewart    | 1974–1976     | 11     | 6     | 1      | 4     | 54,5       |
| Jack Gleeson    | 1977–1978     | 13     | 10    | 0      | 3     | 76,9       |
| Eric Watson     | 1979–1980     | 9      | 5     | 0      | 4     | 55,5       |
| Peter Burke     | 1981–1982     | 11     | 9     | 0      | 2     | 81,8       |
| Bryce Rope      | 1983–1984     | 12     | 9     | 1      | 2     | 75,0       |
| Brian Lochore   | 1985–1987     | 18     | 14    | 1      | 3     | 77,7       |
| Alex Wyllie     | 1988–1991     | 29     | 25    | 1      | 3     | 86,2       |
| Laurie Mains    | 1992–1995     | 34     | 23    | 1      | 10    | 67,6       |
| John Hart       | 1996–1999     | 41     | 31    | 1      | 9     | 75,6       |
| Wayne Smith     | 2000–2001     | 17     | 12    | 0      | 5     | 70,5       |
| John Mitchell   | 2002–2003     | 28     | 23    | 1      | 4     | 82,1       |
| Graham Henry    | 2004–2011     | 103    | 88    | 0      | 15    | 85,4       |
| Steve Hansen    | 2012–2019     | 107    | 93    | 4      | 10    | 86,9       |
| Ian Foster      | 2020–2023     | 46     | 32    | 2      | 12    | 69,5       |
| Scott Robertson | seit 2024     | 9      | 6     | 0      | 3     | 66,7       |

## Erfolge

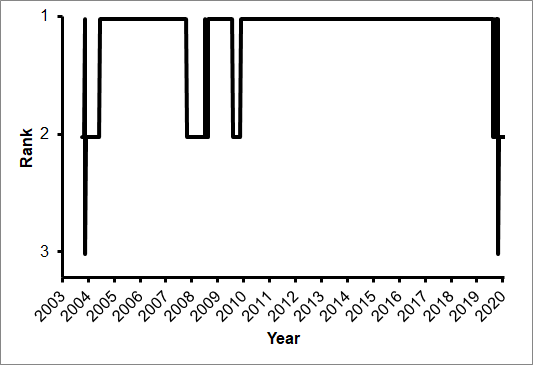
Neuseelands Position in der World-Rugby-Weltrangliste seit dem 10. Oktober 2003

Die All Blacks weisen gegen jede Nationalmannschaft, gegen die sie bisher gespielt haben, eine positive Bilanz auf. Sie gewannen 498 der 648 ausgetragenen Test Matches (Länderspiele), was einer Erfolgsquote von 76,86 % entspricht. Damit sind die All Blacks die international erfolgreichste Nationalmannschaft überhaupt. Drei Mannschaften, die vom Weltverband World Rugby in die erste Stärkeklasse eingeteilt worden sind, haben noch nie gegen Neuseeland gewonnen (Italien, Japan und Schottland). Die schlechteste Siegquote weist Neuseeland gegen Südafrika auf (58,33 %). Gegen Nationalmannschaften aus dem deutschsprachigen Raum sind die All Blacks wegen des zu großen Unterschieds bei der Spielstärke noch nie angetreten. Seit Einführung der Weltrangliste im Oktober 2003 lag Neuseeland die meiste Zeit an erster Position. Neuseelands Statistik der Test Matches gegen alle Nationen, alphabetisch geordnet, ist wie folgt (Stand: 2. Dezember 2024):
| Land                    | Spiele | Gewonnen | Unent- schieden | Verloren | % Siege |
| ----------------------- | ------ | -------- | --------------- | -------- | ------- |
| Argentinien             | 39     | 35       | 1               | 3        | 89,74   |
| Australien              | 179    | 126      | 8               | 45       | 70,39   |
| British and Irish Lions | 41     | 30       | 4               | 7        | 73,17   |
| England                 | 46     | 36       | 2               | 8        | 78,26   |
| Fidschi                 | 8      | 8        | 0               | 0        | 100,00  |
| Frankreich              | 64     | 48       | 1               | 15       | 75,00   |
| Georgien                | 1      | 1        | 0               | 0        | 100,00  |
| Irland                  | 38     | 32       | 1               | 5        | 84,21   |
| Italien                 | 16     | 16       | 0               | 0        | 100,00  |
| Japan                   | 6      | 6        | 0               | 0        | 100,00  |
| Kanada                  | 6      | 6        | 0               | 0        | 100,00  |
| Namibia                 | 3      | 3        | 0               | 0        | 100,00  |
| Pacific Islanders       | 1      | 1        | 0               | 0        | 100,00  |
| Portugal                | 1      | 1        | 0               | 0        | 100,00  |
| Rumänien                | 2      | 2        | 0               | 0        | 100,00  |
| Samoa                   | 7      | 7        | 0               | 0        | 100,00  |
| Schottland              | 32     | 30       | 2               | 0        | 93,75   |
| Südafrika               | 108    | 63       | 4               | 41       | 58,33   |
| Tonga                   | 7      | 7        | 0               | 0        | 100,00  |
| Uruguay                 | 1      | 1        | 0               | 0        | 100,00  |
| Vereinigte Staaten      | 4      | 4        | 0               | 0        | 100,00  |
| Wales                   | 38     | 35       | 0               | 3        | 92,11   |
| Gesamt                  | 648    | 498      | 23              | 127      | 76,86   |

Nicht inbegriffen sind Spiele gegen diverse Auswahlmannschaften im Rahmen der Überseetouren der Amateur-Ära sowie die von New Zealand Rugby nicht offiziell anerkannten Begegnungen mit den New South Wales Waratahs (1920–1928). Auch Begegnungen mit den Barbarians werden von New Zealand Rugby nicht als Test Matches anerkannt.

### Weltmeisterschaften

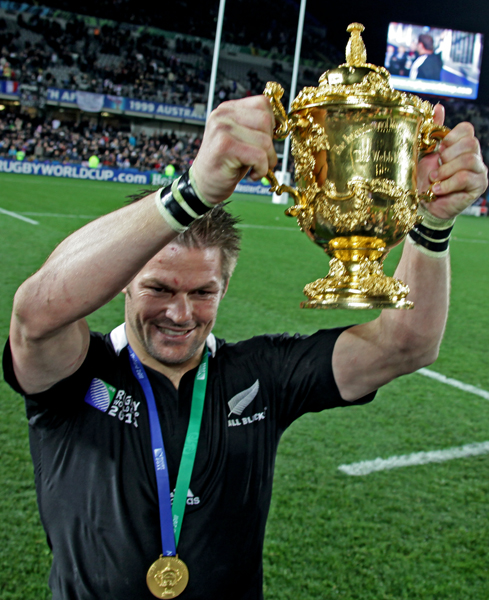
Neuseeland konnte 1987, 2011 und 2015 den Webb Ellis Cup in Empfang nehmen

Obwohl die All Blacks stets zu den meistgenannten Favoriten zählen, konnten sie den Webb Ellis Cup, die Trophäe der alle vier Jahre ausgetragenen Rugby-Union-Weltmeisterschaft, bisher erst dreimal entgegennehmen: bei der ersten Austragung 1987 in Neuseeland und Australien, bei der siebten Austragung 2011 im eigenen Land sowie 2015 in England. Damit sind die All Blacks die erste Rugby-Mannschaft, die den Titel verteidigen konnten. 1991 verloren sie das Halbfinale gegen Australien, 1995 das Finale gegen Gastgeber Südafrika. Das zweitschlechteste Ergebnis war 1999 der vierte Platz. 2003 verloren sie erneut im Halbfinale gegen Australien. Ihr schlechtestes Ergebnis erreichten sie 2007, als sie bereits im Viertelfinale gegen Frankreich ausschieden. Neuseeland war 2011 Gastgeber der Weltmeisterschaft und holte den Pokal im Finale, wo die Mannschaft gegen Frankreich mit 8:7 gewann. 2015 gewannen die All Blacks wieder die Weltmeisterschaft, im Endspiel besiegten sie Australien mit 34:17. 2019 wurden sie durch einen Sieg gegen Wales Dritter. 2023 verloren sie das Finale gegen Südafrika.
Die All Blacks halten mehrere Weltmeisterschaftsrekorde: Die meisten Spielpunkte in einem einzelnen Spiel (145 gegen Japan bei der WM 1995), die meisten Spielpunkte bei allen Weltmeisterschaften insgesamt (1384), die meisten Versuche (35) und Erhöhungen insgesamt (137). Mehrere neuseeländische Spieler sind ebenfalls Rekordhalter: Jonah Lomu erzielte die meisten Versuche insgesamt (15), Sean Fitzpatrick absolvierte die meisten WM-Spiele (17 zwischen 1987 und 1995), Marc Ellis erzielte die meisten Versuche in einem einzigen Spiel (6 gegen Japan im Jahr 1995) und Grant Fox hält den Rekord für die meisten Spielpunkte während eines Turniers (126 im Jahr 1987).
| Jahr | Resultat        | Spiele          | Siege           | Unent.          | Ndlg.           | +/-             | Punkte          |
| ---- | --------------- | --------------- | --------------- | --------------- | --------------- | --------------- | --------------- |
| 1987 | Weltmeister     | 6               | 6               | 0               | 0               | 298:52          | 6               |
| 1991 | 3. Platz        | 6               | 5               | 0               | 1               | 143:74          | 9               |
| 1995 | 2. Platz        | 6               | 5               | 0               | 1               | 327:119         | 9               |
| 1999 | 4. Platz        | 6               | 4               | 0               | 2               | 255:111         | 6               |
| 2003 | 3. Platz        | 7               | 6               | 0               | 1               | 361:101         | 20              |
| 2007 | Viertelfinale   | 5               | 4               | 0               | 1               | 327:55          | 20              |
| 2011 | Weltmeister     | 7               | 7               | 0               | 0               | 301:72          | 20              |
| 2015 | Weltmeister     | 7               | 7               | 0               | 0               | 290:97          | 19              |
| 2019 | 3. Platz        | 6               | 5               | 0               | 1               | 250:72          | 16              |
| 2023 | 2. Platz        | 7               | 5               | 0               | 2               | 336:89          | 15              |
| 2027 | qualifiziert    | qualifiziert    | qualifiziert    | qualifiziert    | qualifiziert    | qualifiziert    | qualifiziert    |
| 2031 | noch ausstehend | noch ausstehend | noch ausstehend | noch ausstehend | noch ausstehend | noch ausstehend | noch ausstehend |

### Tri Nations/Rugby Championship

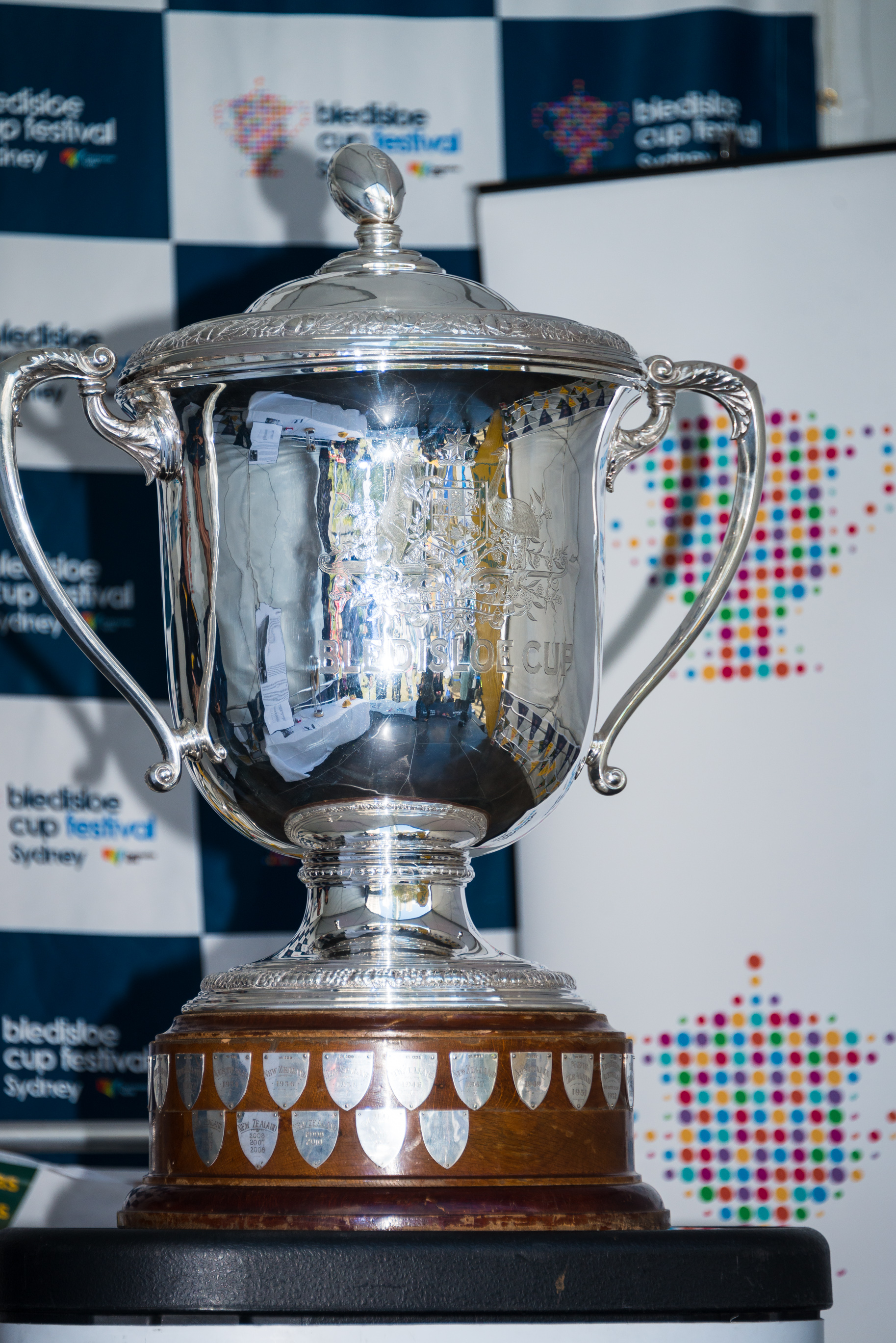
Australien und Neuseeland spielen seit 1931 um den Bledisloe Cup

Das einzige jährliche Turnier der All Blacks ist die seit 1996 ausgetragene Rugby Championship (bis 2011 unter der Bezeichnung Tri Nations) gegen Australien, Südafrika und (seit 2012) Argentinien. Mit 20 Turniersiegen (1996, 1997, 1999, 2002, 2003, 2005–2008, 2010, 2012–2014, 2016–2018 und 2020–2023) liegen die All Blacks deutlich vor ihren Kontrahenten. Im Rahmen der Rugby Championship spielen die All Blacks gegen Australien um den Bledisloe Cup (seit 1932) und gegen Südafrika um den Freedom Cup (seit 2004).
| Land        | Spiele | Siege | Unent. | Ndlg. | Spiel- punkte | Diff. | Bonus punkte | Tabellen- punkte | Titel |
| ----------- | ------ | ----- | ------ | ----- | ------------- | ----- | ------------ | ---------------- | ----- |
| Neuseeland  | 76     | 52    | 0      | 24    | 2054:1449     | + 605 | 35           | 243              | 11    |
| Australien  | 76     | 30    | 3      | 43    | 1591:1817     | − 226 | 34           | 160              | 03    |
| Südafrika   | 72     | 28    | 1      | 43    | 1480:1831     | − 351 | 24           | 138              | 03    |
| Argentinien | 4      | 1     | 2      | 1     | 56:84         | − 28  | 0            | 8                | 0     |

| Land        | Spiele | Siege | Unent. | Ndlg. | Spiel- punkte | Diff. | Bonus- punkte | Tabellen- punkte | Titel |
| ----------- | ------ | ----- | ------ | ----- | ------------- | ----- | ------------- | ---------------- | ----- |
| Neuseeland  | 63     | 51    | 2      | 10    | 2154:1197     | + 957 | 40            | 249              | 09    |
| Südafrika   | 63     | 33    | 4      | 26    | 1637:1383     | + 254 | 30            | 166              | 02    |
| Australien  | 63     | 26    | 3      | 34    | 1411:1735     | − 324 | 14            | 131              | 01    |
| Argentinien | 63     | 12    | 1      | 50    | 1196:2063     | − 867 | 14            | 60               | 0     |

Die Punkte werden wie folgt berechnet: 4 Punkte bei einem Sieg, 2 Punkte bei einem Unentschieden, 0 Punkte bei einer Niederlage (vor möglichen Bonuspunkten), 1 Bonuspunkt für mindestens drei erfolgreiche Versuche mehr als der Gegner, 1 Bonuspunkt bei einer Niederlage mit weniger als sieben Punkten Unterschied.

### Weitere Test Matches
Während der Amateur-Ära tourten die All Blacks zum Teil monatelang ins Ausland, um gegen andere Nationalteams sowie gegen Regionalauswahlen und Vereinsmannschaften anzutreten. Ebenso waren sie Gastgeber von durch Neuseeland tourenden Nationalteams. Viermal gelang Südafrika ein Grand Slam, das heißt je ein Sieg gegen die Home Nations England, Irland, Schottland und Wales während derselben Tour (dies betrifft die Touren von 1978, 2005, 2008 und 2010).
Die Touren nach alter Tradition kamen um das Jahr 2000 zum Erliegen. Heute stehen für Test Matches gegen Teams der nördlichen Hemisphäre jedes Jahr zwei Zeitfenster zur Verfügung. Bei den Mid-year Internationals im Juni kommen Teams aus Europa nach Neuseeland, bei den End-of-year Internationals im November kommen die Neuseeländer nach Europa.
Einer der traditionsreichsten Wettbewerbe im Rugby Union ist jener um den Bledisloe Cup. Er wird seit 1932 zwischen Australien und Neuseeland ausgetragen, seit 1996 im Rahmen von Tri Nations bzw. Rugby Championship. Ebenfalls ein Teil von Tri Nations ist seit 2004 der alle zwei Jahre ausgetragene Wettstreit mit Südafrika um den Freedom Cup. Seit 2000 spielt Neuseeland außerdem gegen Frankreich um die Dave Gallaher Trophy (benannt nach David „Dave“ Gallaher, dem Kapitän der „Original All Blacks“ von 1905/06, der während des Ersten Weltkrieges in Frankreich starb) und musste die Trophäe 2009 sowie 2021 abgeben. Seit 2008 spielt Neuseeland gegen England um die Hillary Shield (benannt nach Edmund Hillary, der 2008 starb), die die All Blacks bisher nur 2012 abgeben mussten. 2005 und 2017 wurde gegen die British and Irish Lions die New Zealand Lions Series Trophy ausgespielt. Die New Zealand Lions Series Trophy wurde 2021 mit der Lions Series Trophy ersetzt, die dem Sieger jeder vierjährlichen Lions-Serie überreicht wird.

## Rivalitäten mit anderen Nationalmannschaften

### Nordhalbkugel
Wie die anderen etablierten Rugbynationen der südlichen Hemisphäre pflegt auch Neuseeland eine Rivalität mit den Nationalmannschaften der nördlichen Hemisphäre. So traf Neuseeland bei zwei seiner fünf Endspielteilnahmen auf Frankreich (1987 und 2011), die man beide gewann. Seit 2000 spielt Neuseeland gegen Frankreich um die Dave Gallaher Trophy (benannt nach David „Dave“ Gallaher, dem Kapitän der „Original All Blacks“ von 1905/06, der während des Ersten Weltkrieges in Frankreich starb) und seit 2008 gegen England um die Hillary Shield (benannt nach Edmund Hillary, der 2008 starb). 2005 und 2017 wurde gegen die British and Irish Lions die New Zealand Lions Series Trophy ausgespielt, die 2021 mit der Lions Series Trophy ersetzt wurde.

### Südafrika

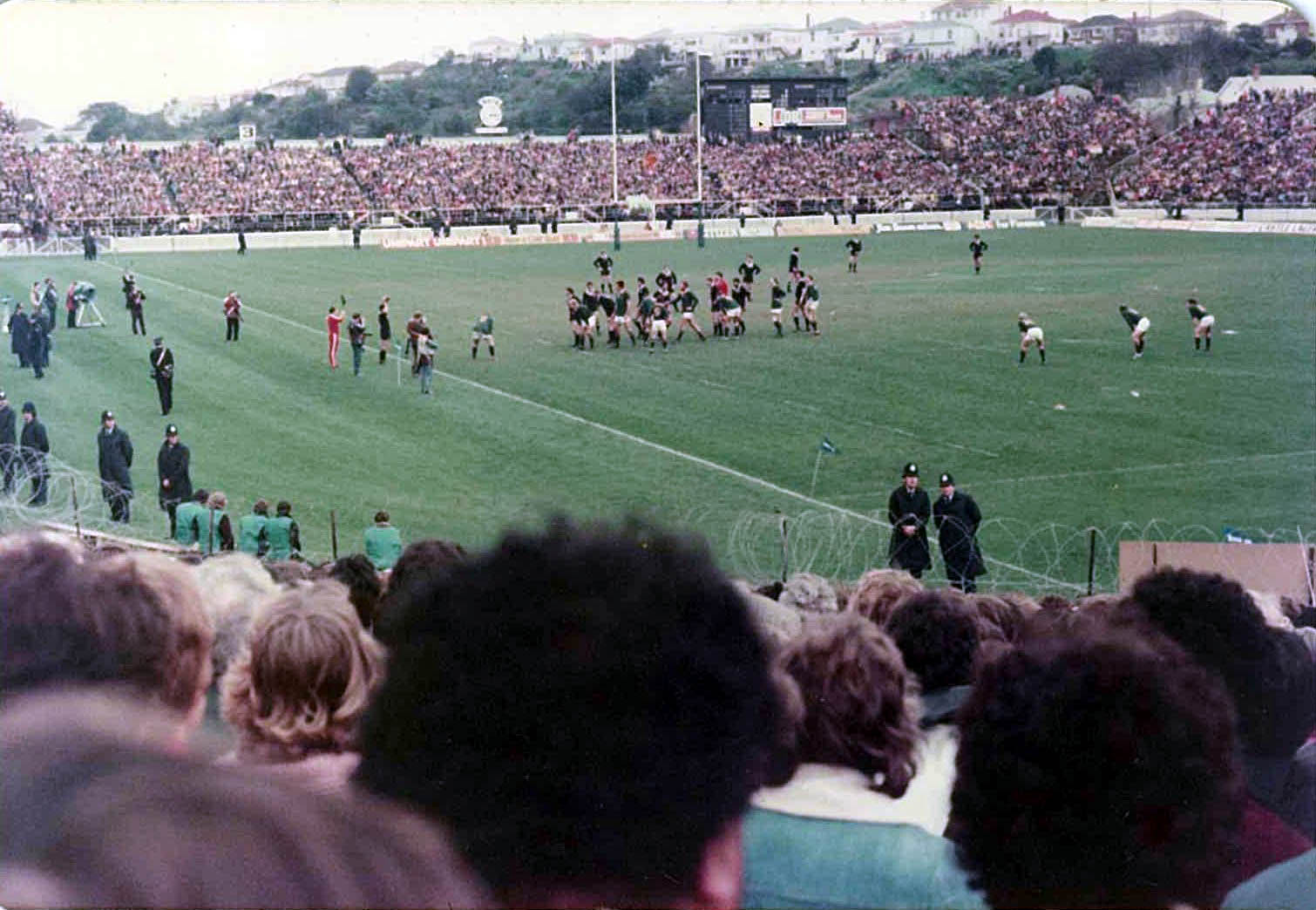
Das Test Match der All Blacks gegen die Springboks 1981 in Auckland fand hinter Stacheldraht statt und wurde von Protesten begleitet

Seit dem ersten Aufeinandertreffen 1921 in Neuseeland besteht zwischen den Springboks und den All Blacks, die als die besten beiden Rugby-Union-Nationalmannschaften der Welt angesehen werden, eine große Rivalität. Bereits damals galten beide Teams als die besten der Welt, was auch mit dem unentschiedenen Ausgang der ersten Testserie bestätigt wurde. Die zweite Testserie beim Gegenbesuch 1928 in Südafrika endete wiederum ausgeglichen. 1937 gelang den Springboks in Neuseeland der Seriensieg gegen die All Blacks. 1949 gewannen die Südafrikaner die Heimserie gegen die All Blacks mit einem bis heute bestehenden Negativrekord für die Neuseeländer. 1956 gewannen die All Blacks dagegen die Heimserie gegen die Springboks. 1960 waren die Springboks wieder während der Heimserie gegen die All Blacks erfolgreich, die Tour blieb aber eher wegen ihrer politischen Querelen als wegen der Erfolge in Erinnerung. Danach waren die gegenseitigen Touren vor allem von der südafrikanischen Apartheidpolitik und dem Tauziehen um neuseeländische Maori-Spieler in der Mannschaft der All Blacks gegen die Springboks geprägt. Bis in die 1980er Jahre unternahm man gegenseitige Touren, die aber auf starken politischen Widerstand seitens Apartheidsgegnern stießen und demzufolge von Protesten auch anderer Staaten begleitet wurden. Das Festhalten der neuseeländischen Regierung an der Tour nach Südafrika 1976 und die Weigerung des Internationalen Olympischen Komitees (Rugby war damals keine Olympische Sportart), Neuseeland nach Protesten seitens afrikanischer Staaten von den Olympischen Sommerspielen 1976 auszuschließen, führten gar zum Boykott der Spiele durch 30 überwiegend afrikanische Staaten.
Erst mit dem Ende der Apartheid kehrte Normalität in die gegenseitige Rivalität ein. Bis heute ist die Bilanz der Springboks lediglich gegen die All Blacks negativ. Die Rivalität erweiterte sich seither um den Aspekt der Weltmeisterschaften, da die All Blacks und die Springboks bis 2023 die einzigen Dreifachweltmeister waren. Durch ihren Sieg im Finale der WM 2023 wurden die Springboks die ersten Vierfachweltmeister (bei bisher zehn Weltmeisterschaften insgesamt). Beide Nationalmannschaften trafen bei Weltmeisterschaften bisher sechsmal aufeinander, wobei die All Blacks und Springboks jeweils drei Mal siegreich waren. Die wichtigsten Siege für die Südafrikaner waren das Finale der Weltmeisterschaft 1995, als man in der Verlängerung mit 15:12 gewann, und das Finale 2023, das sie mit 12:11 gewannen. Seit 1996 treffen beide Mannschaften bei den jährlichen Tri Nations bzw. der Rugby Championship aufeinander. Während der Rugby Championship 2017 fügten die All Blacks den Springboks die bisher höchste Niederlage bei: 0:57. Im Aufwärmspiel vor der WM 2023 im Twickenham fügten die Springboks wiederum den All Blacks ihre höchste Niederlage der Verbandsgeschichte zu: 7:35.
Aufgrund der Geschichte der Springboks als rein „weisses“ Team unterstützten viele Südafrikaner, die damals unter rassistischer Diskriminierung litten, die All Blacks anstelle der Springboks, auch über Generationen hinweg. Die Unterstützung der jeweils gegnerischen Mannschaft war für sie eine Geste des Widerstands gegen die Apartheid und deren Symbole. Von anderen Südafrikanern wurde dies nach dem Ende der Apartheid dagegen als „unpatriotisch“ und „Verrat“ kritisiert. Seit den Triumphen einer vermehrt aus „Schwarzen“, „Weissen“ und Coloureds zusammengestellten Mannschaft seit der Weltmeisterschaften 1995 sowie Umstrukturierungen in der Führungsriege können sich mehr und mehr Südafrikaner aller ethnischen Zugehörigkeiten mit der Rugby-Nationalmannschaft identifizieren, weswegen die Unterstützung für die All Blacks oder andere Nationen selten geworden ist.

### Australien

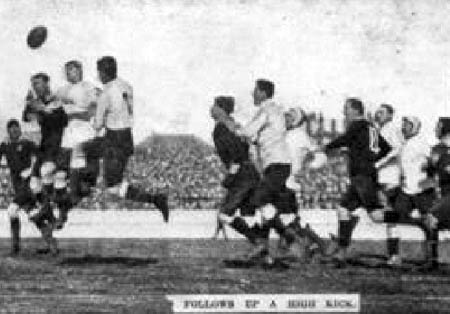
Das erste Test Match zwischen Australien und Neuseeland am 15. August 1903 in Sydney

Wie in anderen Sportarten (vor allem Cricket, Rugby League, Netball und bei den Commonwealth Games) pflegt Neuseeland eine traditionelle Rivalität mit dem Nachbarn Australien, die oft als „Geschwisterrivalität“ (sibling rivalry) bezeichnet wird. Das erste Test Match zwischen beiden Nationalmannschaften fand 1903 während des neuseeländischen Besuches in Australien statt. Seit 1932 spielen beide Teams um den Bledisloe Cup, eine der ältesten Trophäen im internationalen Rugby. Neuseeland und Australien trafen bisher 179 Mal aufeinander, wobei Neuseeland 126 Test Matches gewinnen konnte und Australien 45, dazu kommen acht Unentschieden. Bei Weltmeisterschaften spielten beide Mannschaften bisher viermal gegeneinander (1991, 2003, 2011 und 2015), wobei beide Mannschaften je zwei Spiele gewannen. Beide Länder waren gemeinsam Ausrichter wichtiger Rugbyturniere wie der Rugby-Union-Weltmeisterschaft 1987. Ursprünglich sollte die Rugby-Union-Weltmeisterschaft 2003 ebenfalls in beiden Ländern ausgetragen werden, nach rechtlichen Auseinandersetzungen zwischen dem neuseeländischen Verband und dem Weltverband wurde das Turnier jedoch komplett nach Australien vergeben. Außerdem traf man im Finale der Rugby-Union-Weltmeisterschaft 2015 aufeinander, das Neuseeland gewann.

## Auszeichnungen
Die italienische Sportzeitung Gazzetta dello Sport wählte die neuseeländische Nationalmannschaft 2005 zur „Weltmannschaft des Jahres“. Der International Rugby Board, seit 2014 World Rugby, zeichnete Neuseeland elfmal als „Mannschaft des Jahres“ aus (2005, 2006, 2008, 2010, 2011, 2012, 2013, 2014, 2015 und 2016). Ebenso wurden die All Blacks bei den Laureus Awards als „Mannschaft des Jahres“ ausgezeichnet (2016).